# Linka A (metro v Praze)
Linka A pražského metra vede zhruba ve směru severozápad–východ, na mapách a schématech je označována zelenou barvou. Má 17 stanic, její celková délka je 17,13 kilometru a vlak ji projede přibližně za 31 minut. V databázích jízdních řádů PID je kódována číslem 991.
Hlasatelkou linky je od jejího zprovoznění Světlana Lavičková.

## Historie

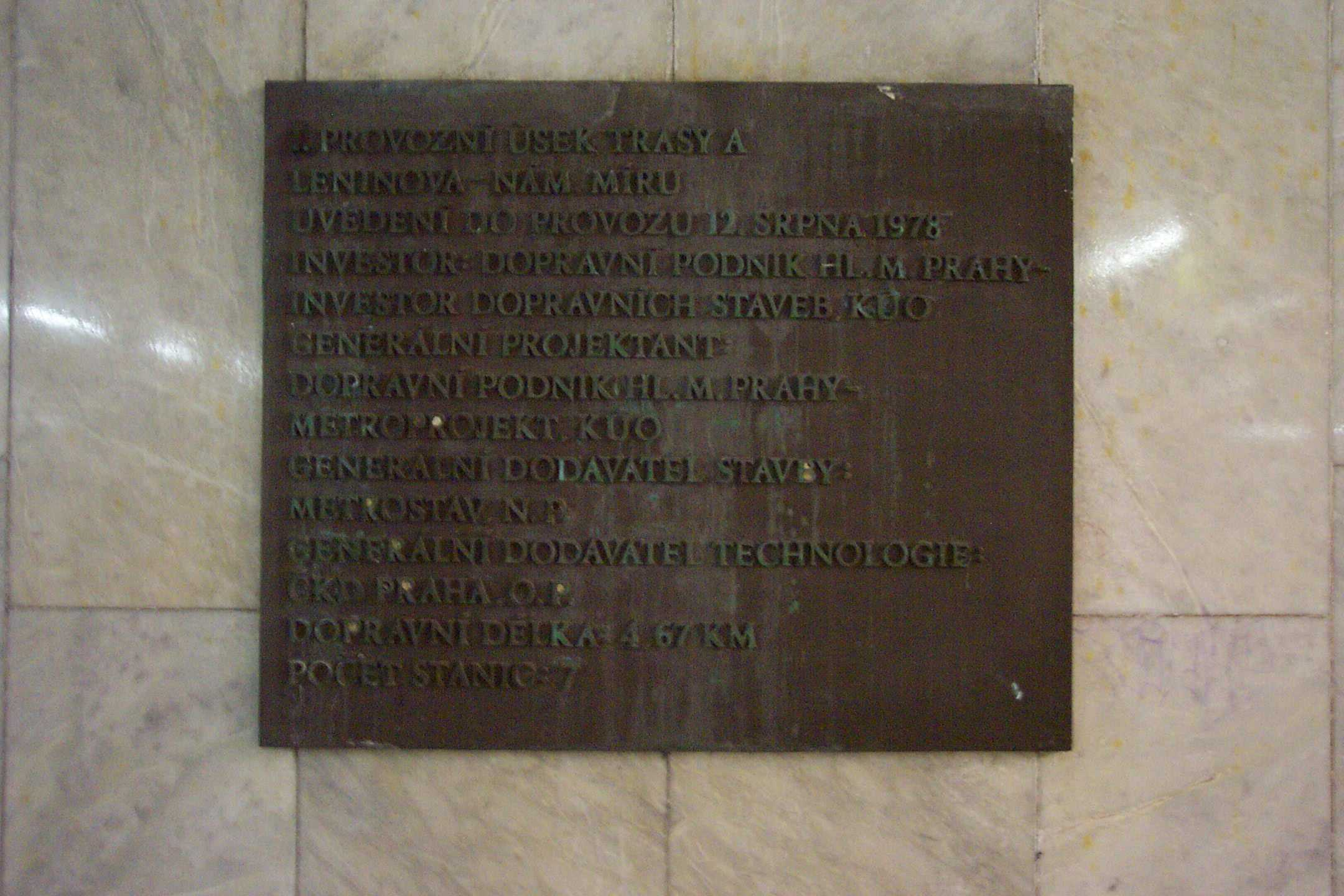
Pamětní deska umístěná ve stanici Dejvická na počest otevření prvního úseku linky A

Výstavba první části této trati byla zahájena v roce 1973, otevřena byla 12. srpna 1978. Tento úsek (označován I.A) vedl mezi stanicemi Leninova (dnes Dejvická) a Náměstí Míru, byl dlouhý 4,7 km a měl 7 stanic. Vznikl tak první podjezd pražského metra pod Vltavou, umístěný v hloubce 14 metrů pod dnem řeky.
V roce 1976 byla zahájena výstavba úseku II.A, který byl otevřen 19. prosince 1980, má délku 2,6 km a zahrnuje stanice Jiřího z Poděbrad, Flora a Želivského. Dne 11. července 1987 byl otevřen úsek III.A/1, který trasu prodloužil o 1,3 km do stanice Strašnická, 4. července 1990 pak úsek III.A/2 přidal dalších 1,4 km a stanici Skalka.
V pátek 26. května 2006 byla linka ještě prodloužena na severovýchod do stanice Depo Hostivař s využitím existující spojky do depa, vedené částečně po povrchu.
V pondělí 6. dubna 2015 byl zahájen provoz v úseku označovaném V.A, který prodloužil trať z Dejvické do Motola o stanice Bořislavka, Nádraží Veleslavín, Petřiny a Nemocnice Motol. Nový úsek stál přibližně 20 miliard korun.

## Výluky
Při povodních v roce 2002 byla část trasy zaplavena, na nějakou dobu byl přerušen provoz a zaplavené stanice a úseky prošly před obnovením provozu rekonstrukcí. Provoz metra byl přerušen i během povodní v červnu 2013.
Ve čtvrtek 16. června 2011 byl provoz všech linek metra přerušen protivládní stávkou.
Od 5. do 8. července 2012 (v úseku Můstek–Dejvická) a od 28. do 30. září 2012 v celé trase proběhly plánované výluky. Při červencové výluce byla opravena výhybka ve stanici Náměstí Míru. Zářijová výluka proběhla kvůli výměně jedné výhybky ve stanici Náměstí Míru a další ve stanici Dejvická. V roce 2014 proběhla v průběhu jedné odstávky výměna tří výhybek, dvou ve stanici Náměstí Míru a jedné (včetně výměny dřevěných pražců) ve stanici Dejvická.
V letech 2017–2018 byla za provozu zrekonstruována stanice Muzeum. Nejprve byla od 11. července do 11. prosince 2017 uzavřena část nástupiště ve směru Depo Hostivař. Druhá část nástupiště, ve směru Nemocnice Motol, byla uzavřena od 3. ledna do 20. května 2018. Vlaky metra v těchto obdobích zastavovaly pouze jednosměrně, v opačném směru stanicí projížděly.
Od 14. ledna do 2. listopadu 2023 byla z důvodu rekonstrukce stanice a výstavby výtahových šachet uzavřena stanice Jiřího z Poděbrad. Po dobu výluky vozy metra stanicí pouze projížděly.

## Architektura stanic linky A

### Konstrukce

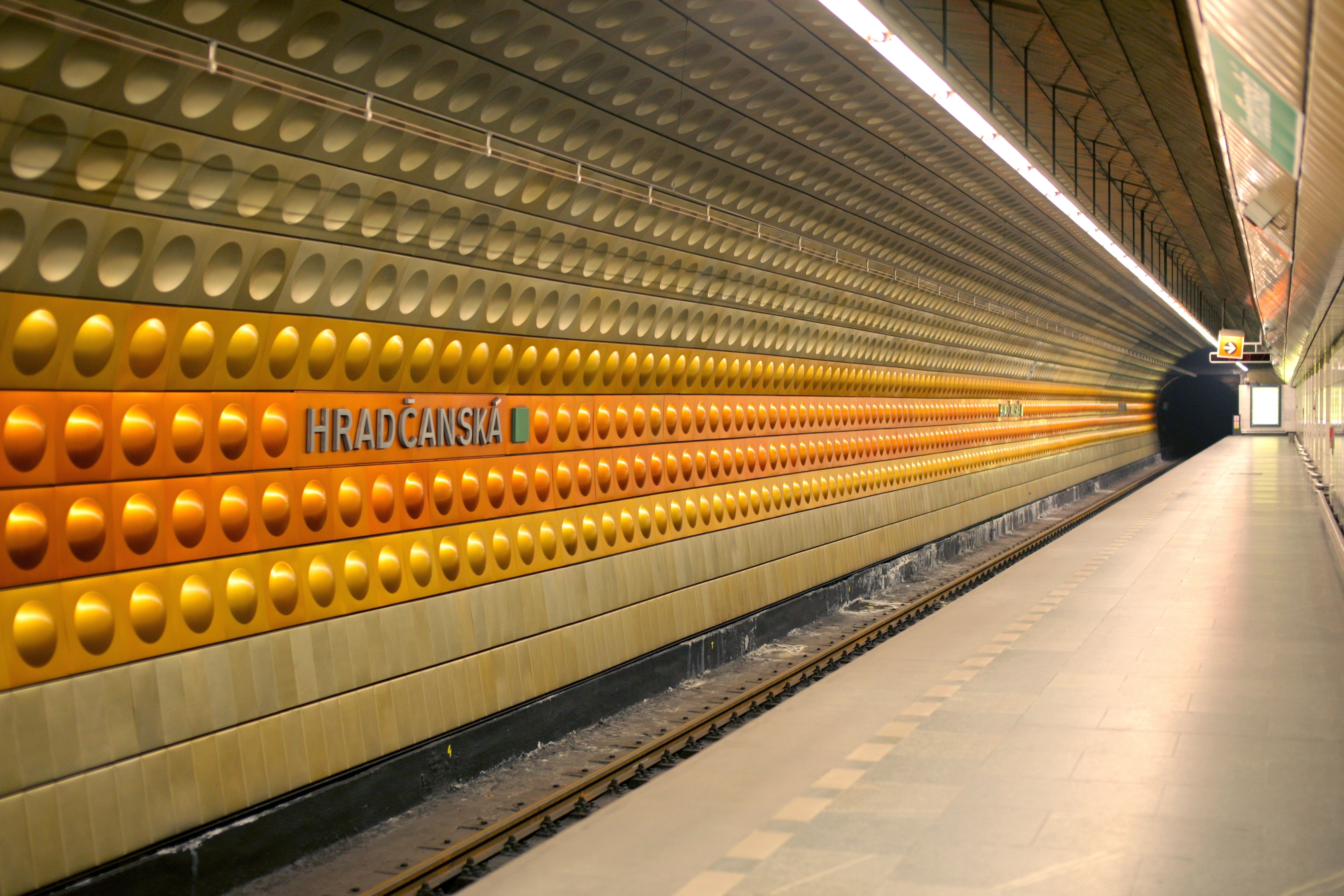
Hradčanská, klasická podzemní trojlodní ražená stanice linky A

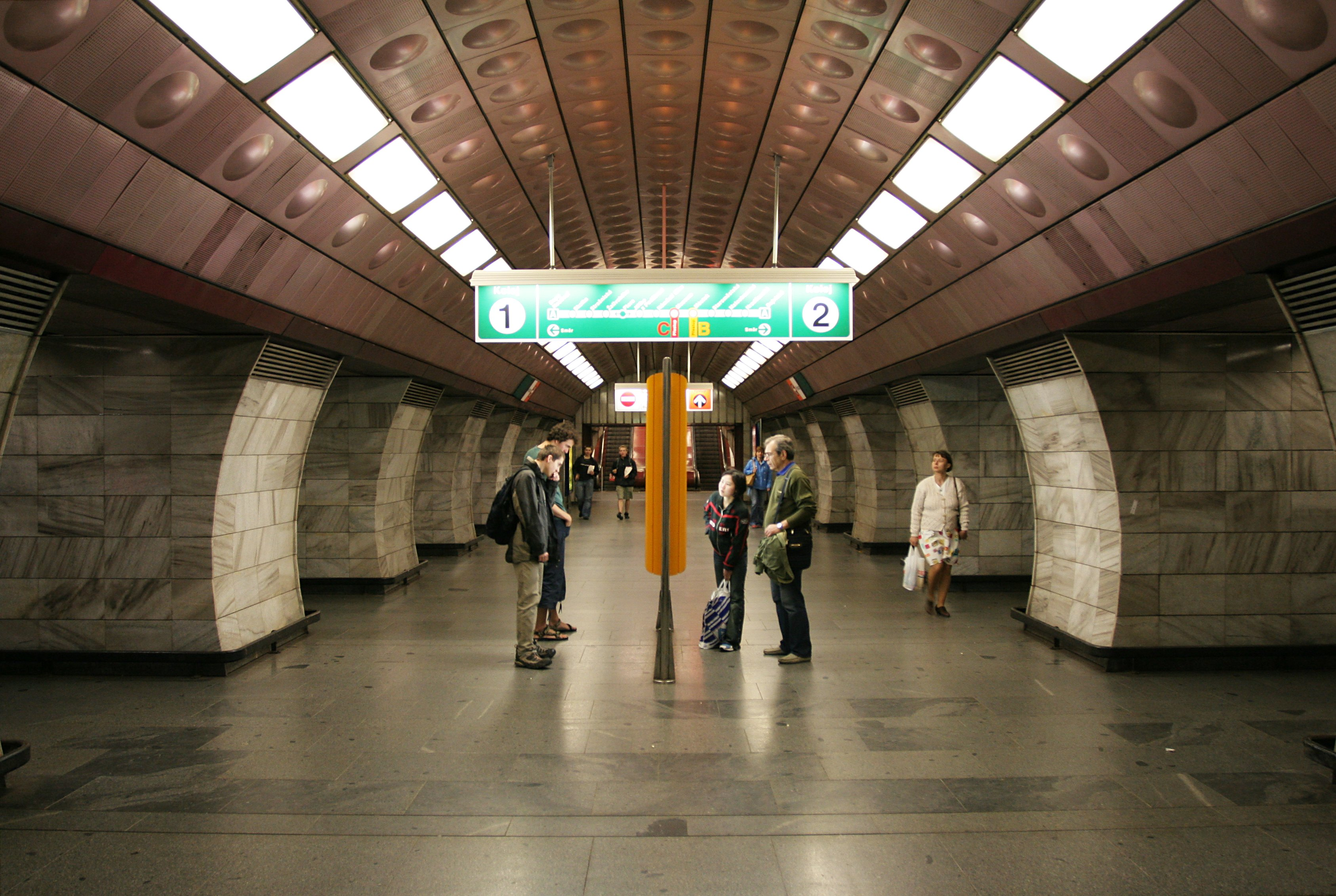
Střední loď ve stanici Flora

Z technického řešení Praha získala historicky první velmi hluboko založené stanice (desítky metrů pod zemí). Jednalo se o trojlodní stanice ražené (s výjimkou první stanice Dejvická) a pilířové (s výjimkou stanice Můstek, která je sloupová). Pilíře stanic na nejstarším úseku jsou masivní a nástupiště tudíž široká (teprve až od úseků II.A a I.B jsou pilíře užší). Stanice mají většinou jen jediný výstup, ačkoliv byly navrženy tak, aby bylo možné v případě potřeby druhý dobudovat (původní plány počítaly s výstavbou některých v 90. letech 20. století, avšak od těch se nakonec odstoupilo).

### Interiéry
Interiéry stanic byly provedeny tak, aby působily svým způsobem exkluzivně a až tajemně.[zdroj?] Velký podíl na tomto vyznění mělo velice propracované zacházení se světelnými zdroji a vhodný výběr použitých materiálů na obklady stěn spolu s celkovým barevným laděním. Cestování úsekem I.A mělo mimo jiné symbolizovat, že cestující se pohybuje pod historickým ceněným centrem města.[zdroj?] Právě proto bylo důležité, aby interiéry stanic působily unikátně.[zdroj?] Jedním z příkladů je stanice Malostranská – ve spojení se starou zahradou, nebo stanice Můstek, kde je zakomponován starý můstek ze středověku přímo ve vestibulu stanice. Každá stanice má svoji unikátní barvu, díky čemuž je snadno odlišitelná od ostatních.

#### Obklady

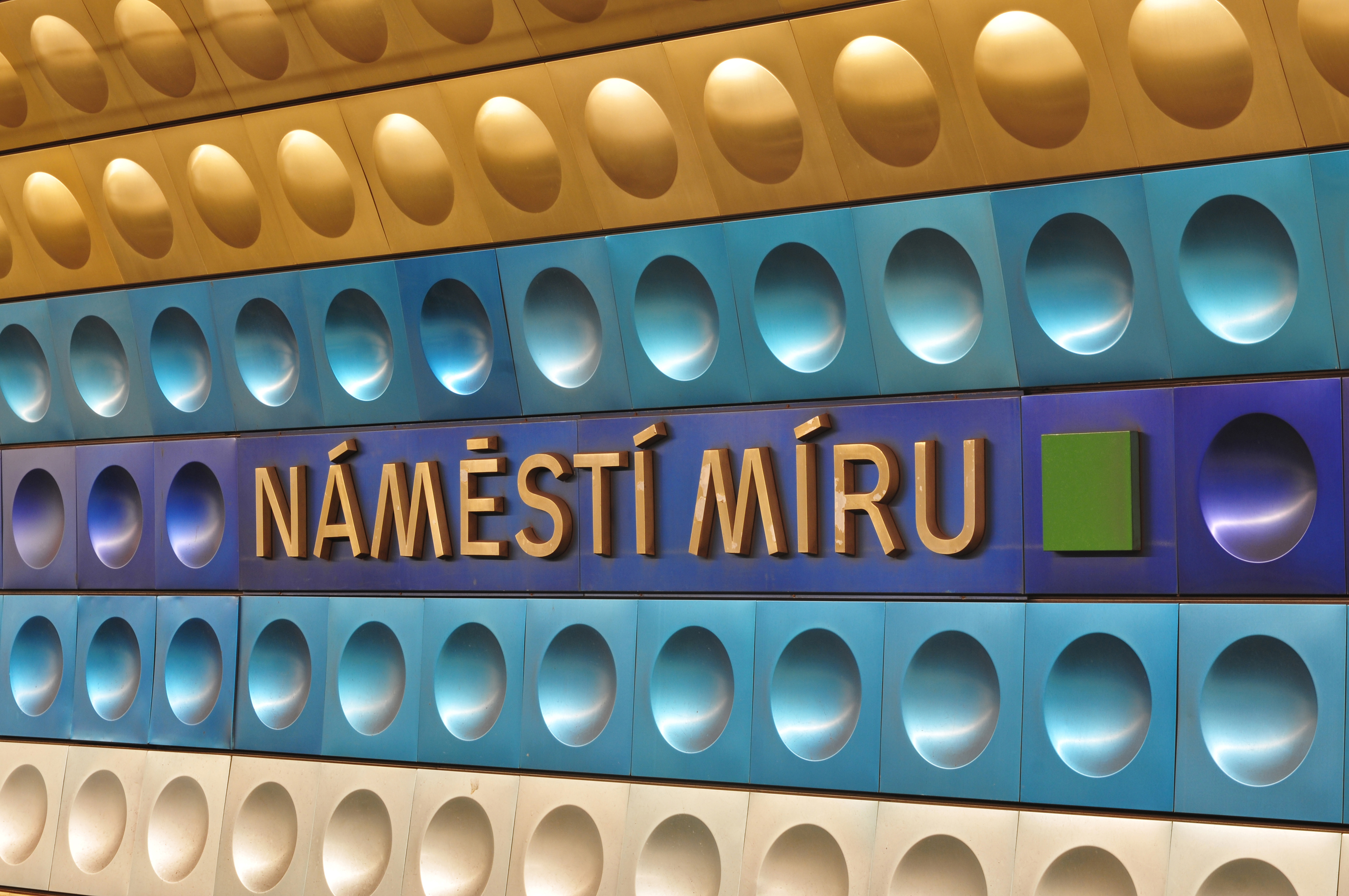
Obklady ve stanici Náměstí Míru

Celá linka je vyvedena v základní barvě – zlatavé champagne. Obklady jsou složeny z kulatých výlisků z eloxovaného hliníku, které jsou buď konvexního a konkávního tvaru (většina linky), nebo zcela ploché (Želivského), umístěné v různých vzájemných kombinacích. Hliníkové obklady stanic jsou provedeny v této zlatavé barvě, na každé stanici je ve prostředku stěny za nástupištěm barevný pruh tvořený ze tří odstínů jedné barvy, která je pro stanici unikátní. Hliníkové obložení ražených stanic metra navrhl hlavní architekt pražského metra Jaroslav Otruba. Střídání dutých a vypouklých desek mělo za cíl tříštit zvukové vlny od podvozků projíždějících souprav. Barevné ztvárnění navrhl grafik Jiří Rathouský.
Kromě hliníku, který byl užit na strop středních lodí, stěny za kolejištěm a strop bočních lodé byly užity také i dekorativní druhy kamene, jako je například mramor, či žula.
Stejné hliníkové obklady, které byly vyvinuty pro stanice linky A, byly použity k obložení společenského klubu ve Šternberku. Město v rámci 19. reprezentačního městského plesu 24. ledna 2014 začalo prodávat certifikáty, za které jejich držitelé po zahájení rekonstrukce Městského klubu dostanou demontované obklady, do prodeje bylo dáno 400 kusů po 500 Kč. Výtěžek z jejich prodeje měl sloužit k pokrytí nákladů na rekonstrukci šternberské knihovny, případně na charitativní účely. Kachle nakupovali především milovníci pražského metra.
Pro popis stanic, tedy pro informační systém a různé další nápisy na všech trasách metra, byl použit zvláštní druh písma zvaný Metron.

#### Eskalátorové tunely
Eskalátorové tunely měly rovněž po stranách pruhy z tenkých hliníkových lamel v barvě champagne. Ty byly navíc provedeny tak, aby ve stanicích nebyl prakticky slyšet žádný technický hluk z jezdících schodů. Ve stropní části tunelu byly umístěny reklamní panely, které však byly používány jen zřídka.
Rekonstrukcí těchto tunelů v 90. letech byly odstraněny problémy se zatékáním a rovněž nahrazen zastaralý typ sovětských eskalátorů novějšími, vyrobenými v Západní Evropě.

### Rekonstrukce a její dopad na architektonické vyznění stanic

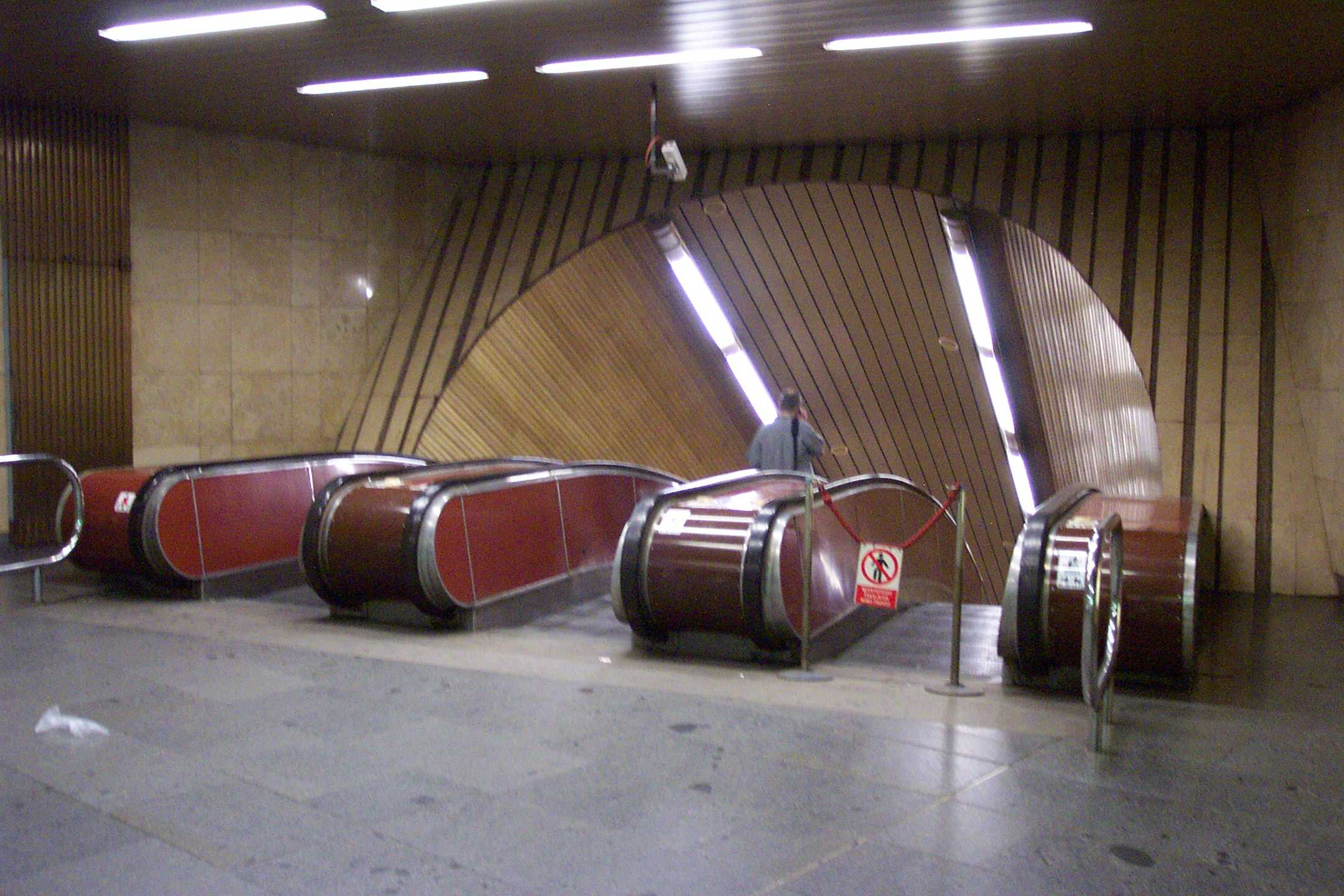
Vestibul stanice Jiřího z Poděbrad

V 90. letech ztratily stanice kvůli rekonstrukcím určitou část ze svého původního architektonického plánu, byť rekonstrukce byly provedeny ve snaze ho co nejcitlivěji zachovat (původní obklady byly vyčištěny a ponechány na původním místě). Velkou změnou ale bylo použití nových závěsných osvětlovacích těles, které změnilo původní vyznění stanic úseku I.A jako celku. Jedinou stanicí, kde ještě nedošlo k výměně, je Flora a Želivského.
Odstraněny byly také původní obklady eskalátorových tunelů. Původní obklady v eskalátorovém tunelu jsou pouze ve stanici Želivského, jsou však v silně dezolátním stavu.[zdroj?] Za svých zhruba 30 let provozu stanice na úsecích I.A chátraly, proto musely být rekonstruovány. Zub času se projevuje stále více i na úseku II.A, proto lze očekávat rozsáhlé rekonstrukce i těchto stanic.[zdroj?]

## Uvažovaná prodloužení

### Prodloužení na západním konci

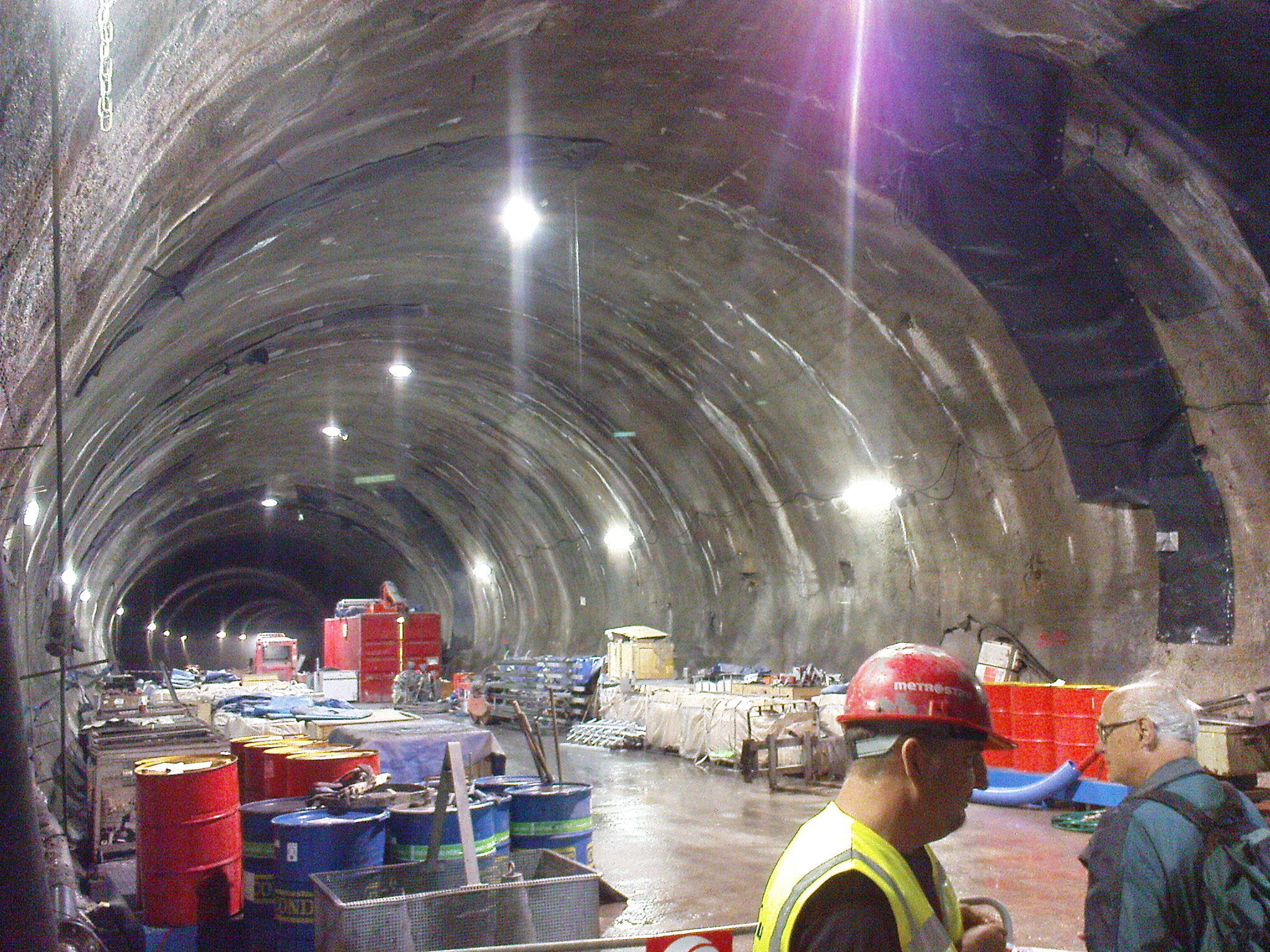
Tunel metra na Vypichu

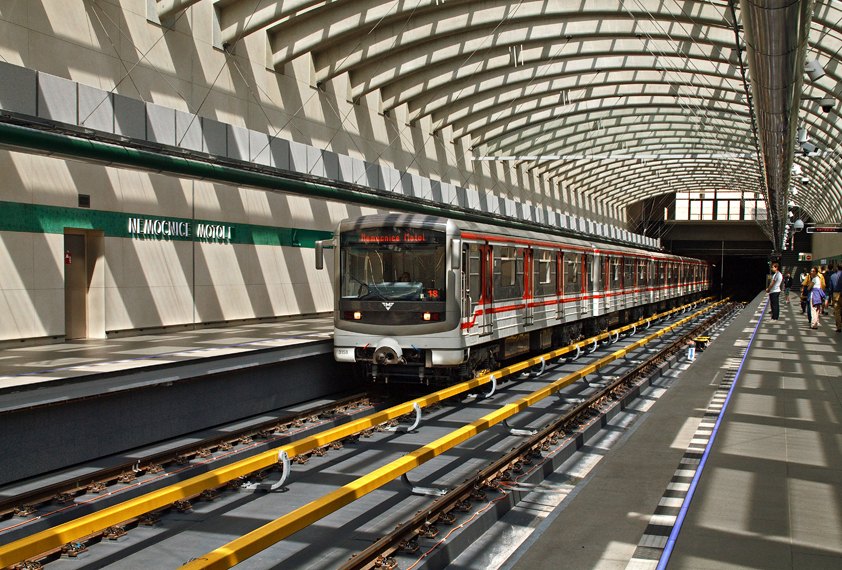
Konečná stanice Nemocnice Motol po dokončení

Od 90. let se vedly spory, zda prodloužit metro západním směrem až na Letiště Václava Havla, nebo pro toto spojení použít příměstskou železnici do Kladna a metro ukončit ve stanici Petřiny. V dubnu 2005 vydal pražský magistrát po dohodě s městskými částmi rozhodnutí o prodloužení metra na Červený vrch (nyní na Bořislavku) a Nádraží Veleslavín, dále obloukem přes Petřiny, nemocnici Motol, Bílou Horu, sídliště Dědina, Dlouhou Míli (kde měl být přestup na vlak) a letiště v Ruzyni. Odhadovaná cena nové trasy o délce 14 kilometrů byla 38 miliard korun. Za stanicí Bílá Hora tento záměr počítal s odbočkou úseku VI.A na Sídliště Řepy a Zličín, kde by se napojovala na trasu B. Stanice Bílá Hora byla zamýšlena tak, aby zde byla zachována možnost větvení trasy. Výstavba měla začít kolem roku 2009, ale protože kvůli nedostatku financí nebylo možné budovat dvě trasy současně, dlouho se vedly politické spory o to, zda bude dána přednost trase D. V roce 2010 byla slavnostně zahájena výstavba prodloužení ze stanice Dejvická do stanice Nemocnice Motol (původně pojmenovaná pouze Motol). Ke zprovoznění úseku došlo 6. dubna 2015.
V konceptu územního plánu hlavního města Prahy, zveřejněném v listopadu 2009, byl zahrnut již připravovaný úsek V.A Dejvická–Motol o délce 6,1 km. Případné větve Motol – Letiště Ruzyně a Motol–Zličín byly v tomto konceptu vedeny jako územní rezerva. S prodloužením na opačném konci, v oblasti Strašnic, tento koncept územního plánu nepočítal.
Podle původních plánů měl být hlavní přestupní uzel na příměstskou návaznou dopravu a parkoviště P+R u stanice Dlouhá Míle, kde měly zastavovat též vlaky jezdící po nové železniční trati na letiště. Kvůli odkladům výstavby této části trasy A i železniční tratě byl autobusový terminál vybudován u stanice Nádraží Veleslavín.
Oběma zamýšlenými větvemi dalšího prodloužení trasy A se zabývala i studie Metroprojektu z roku 2018, podle které by prodloužení z Motola na Letiště Václava Havla o délce 6,86 kilometru s pěti novými stanicemi (Bílá Hora, Dědina, Dlouhá Míle, Staré Letiště a Letiště Václava Havla) vyšlo na 26,8 miliardy korun a vybudování i s přípravnými pracemi by trvalo jedenáct let, z toho 6,5 roku by představovala příprava a 4,5 roku samotná stavba. Metropolitní plán hlavního města Prahy ale s dalším prodlužováním linky již nepočítá, spojení města s letištěm má zajistit modernizovaná železniční trať do Kladna.

#### Financování
V květnu 2009 uvolnilo tehdejší Zastupitelstvo hlavního města Prahy 10,7 miliardy korun na prodloužení z Dejvické do Motola, zbylých 8 miliard měl tvořit příspěvek z evropských fondů. Celková cena měla být 18,7 miliardy korun. Později cena vzrostla na 22,5 miliardy korun, ale nakonec se cena zastavila na přibližně 20 miliardách Kč.[zdroj⁠?!] Stavbu provázely chyby při zadávání výběrových řízení. V listopadu 2013 dostal Dopravní podnik hl. m. Prahy od ministerstva dopravy, které je odpovědné za evropské dopravní dotace, pokutu 4,2 miliardy za porušení zákona o veřejných zakázkách. Kromě toho mohl DPP přijít také o úvěr 11 miliard korun od Evropské investiční banky. Okolnosti stavby začal prověřovat také Útvar pro odhalování organizovaného zločinu.
V rámci stavby byly v letech 2009–2015 zadány následující veřejné zakázky s hodnotou vyšší než 50 milionů Kč:
| Jméno | Dodavatel                         | Cena (Kč, bez DPH) |
| --- | --------------------------------- | ------------------ |
| Prodloužení trasy A metra                                                                                       | Metrostav a.s.                    | 13 614 919 391     |
| Výstavba metra V.A (Dejvická−Motol) − technologická část                                                        | Skanska a.s.                      | 3 721 535 891      |
| Prodloužení trasy A metra − dodatečné stavební práce na 20 stavebních objektech                                 | Metrostav                         | 1 600 543 878      |
| Prodloužení trasy A metra − dodatečné stavební práce na 35 stavebních objektech a zařízení stavenišť            | Metrostav                         | 699 235 051        |
| Prodloužení trasy A metra − dodatečné stavební práce na 26 stavebních objektech a zařízení stavenišť            | Metrostav                         | 649 985 139        |
| Výstavba metra V. A (Dejvická–Motol) − PC 92 Zabezpečovací zařízení                                             | AŽD Praha                         | 399 550 966        |
| Prodloužení trasy A metra − dodatečné stavební práce na 6 stavebních objektech                                  | Metrostav                         | 243 140 867        |
| Komplexní hydrogeomonitoring a geomonitoring na stavbu metra V. A (Dejvická−Motol)                              | ARCADIS Geotechnika a.s           | 229 854 857        |
| Prodloužení trasy A metra − dodatečné stavební práce na 8 stavebních objektech                                  | Metrostav                         | 219 159 742        |
| Výstavba metra V. A (Dejvická–Motol) − PC 94 Pohyblivé schody a výtahy                                          | Metrostav                         | 168 464 508        |
| Prodloužení trasy A metra − dodatečné stavební práce stavebních objektů: 05-24/01, 09-18/51, 09-18/52, 09-18/54 | Metrostav                         | 114 475 952        |
| Prodloužení trasy A metra − dodatečné stavební práce stavebních objektů: SO 07-24/50 a SO 07/24/51              | Metrostav                         | 96 274 740         |
| Prodloužení trasy A metra − dodatečné stavební práce na 17 stavebních objektech                                 | Metrostav                         | 94 705 234         |
| Inženýrské služby pro investora při přípravě projektu „Prodloužení trasy metra v Praze ze stanice Dejvická“     | Inženýring dopravních staveb a.s. | 85 920 800         |
| Prodloužení trasy A metra − dodatečné stavební práce na 14 stavebních objektech                                 | Metrostav                         | 66 006 082         |
| Prodloužení trasy A metra − dodatečné stavební práce na 14 stavebních objektech                                 | Metrostav                         | 52 642 332         |
| Celkem | Celkem                            | 22 056 415 430     |

### Prodloužení na východním konci
V dlouhodobém výhledu se měla ve stanici Strašnická oddělit větev A2 se stanicemi Nádraží Strašnice, Zahradní Město, Na Groši a Nádraží Hostivař, kde měla být dlouhodobě ukončena. V konceptu územního plánu hlavního města Prahy, zveřejněném v listopadu 2009, se s prodloužením v oblasti Strašnic již nepočítalo.

## Stanice

### Nemocnice Motol

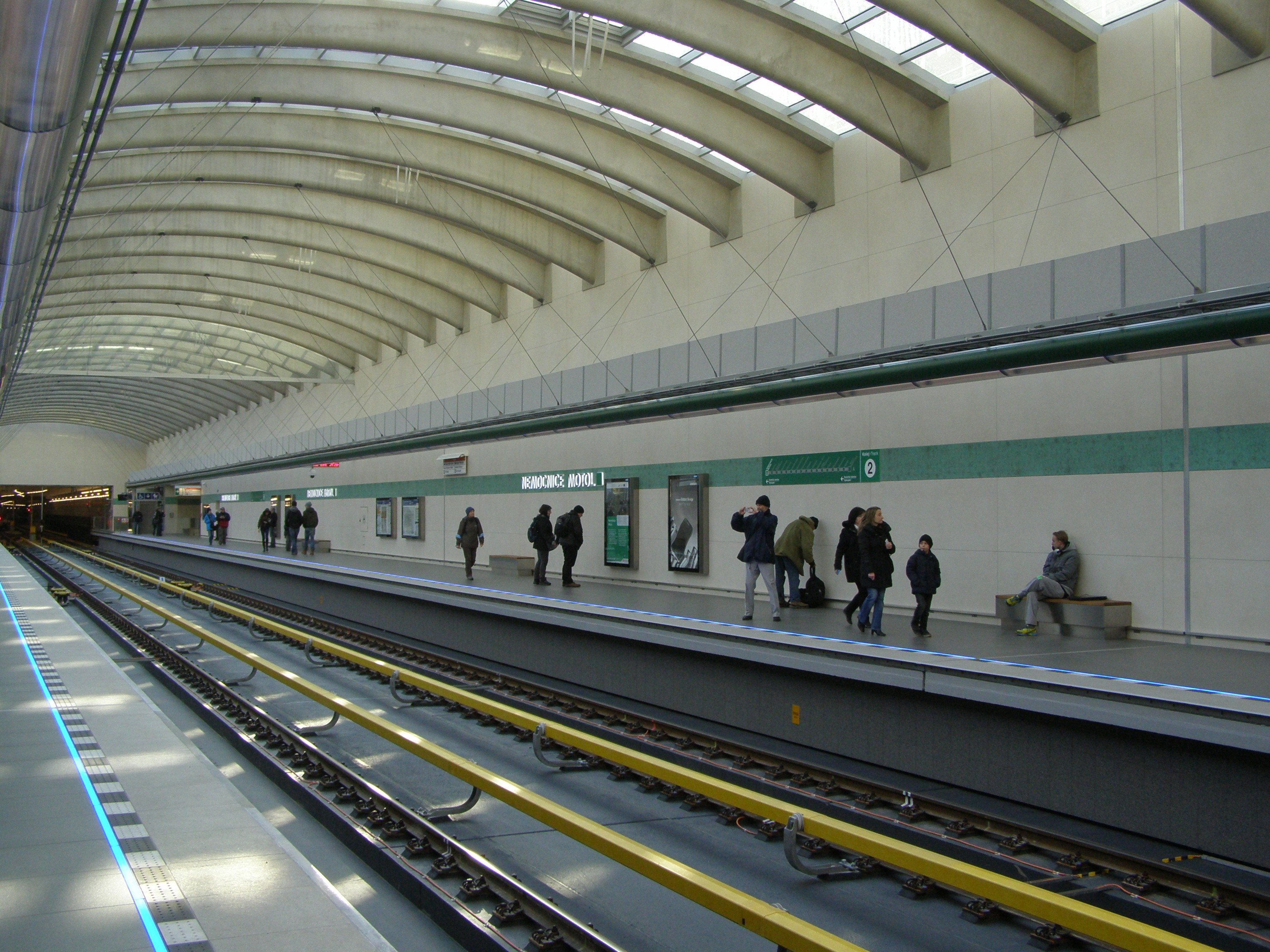
Stanice Nemocnice Motol

Stanice Nemocnice Motol je hloubená a jako jediná na lince A má boční nástupiště. Stanice se nachází pouhých 5,6 metru pod povrchem a je konečnou stanicí linky na jejím západním konci. Stanice je orientována ve směru východ–západ s jedním vestibulem přístupným ze západního čela nástupiště. Na vestibul navazuje podchod pod Kukulovou ulicí s pokračováním až k nemocnici Motol a přístupy k zastávkám autobusů MHD. Stanice je realizována prakticky jako povrchová s částečným překrytím a je laděna do bílé barvy se žíhaně zelenou uprostřed.

### Petřiny

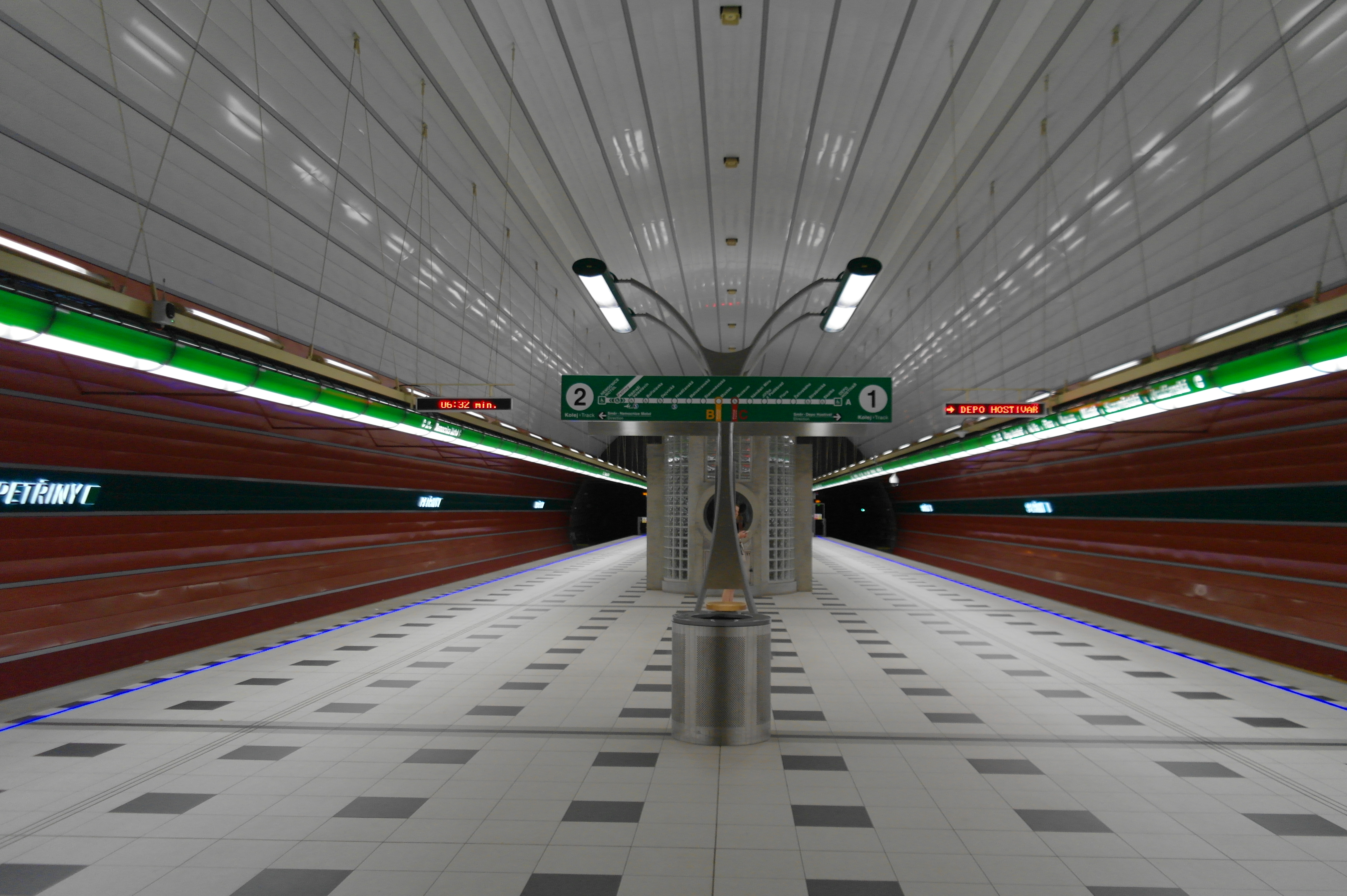
Stanice Petřiny

Stanice Petřiny se nachází pod Brunclíkovou ulicí se středem přibližně v prodloužení ulice Fajmanové. Stanice je navržena jako ražená, umístěná 37,6 metru pod úrovní terénu, s jedním podpovrchovým vestibulem nacházejícím se před křižovatkou s ulicí Na Petřinách (vazba na obchodně společenské centrum Petřin). Na vestibul navazuje podchod s výstupy po obou stranách ulice Na Petřinách včetně výstupů k upraveným nástupním ostrůvkům tramvajové trati. Zajímavostí této stanice je také stanoviště pro dozorčí stanice s kruhovým oknem, které je proto občas nazýváno „ponorka“. Projekt stanice vznikl v kancelářích Metroprojektu, autorem je architekt Jiří Pešata. Ve směru do Motola se za stanicí nachází jedna obratová kolej. Stanice je laděna do oranžové barvy s opálově zelenou uprostřed.

### Nádraží Veleslavín

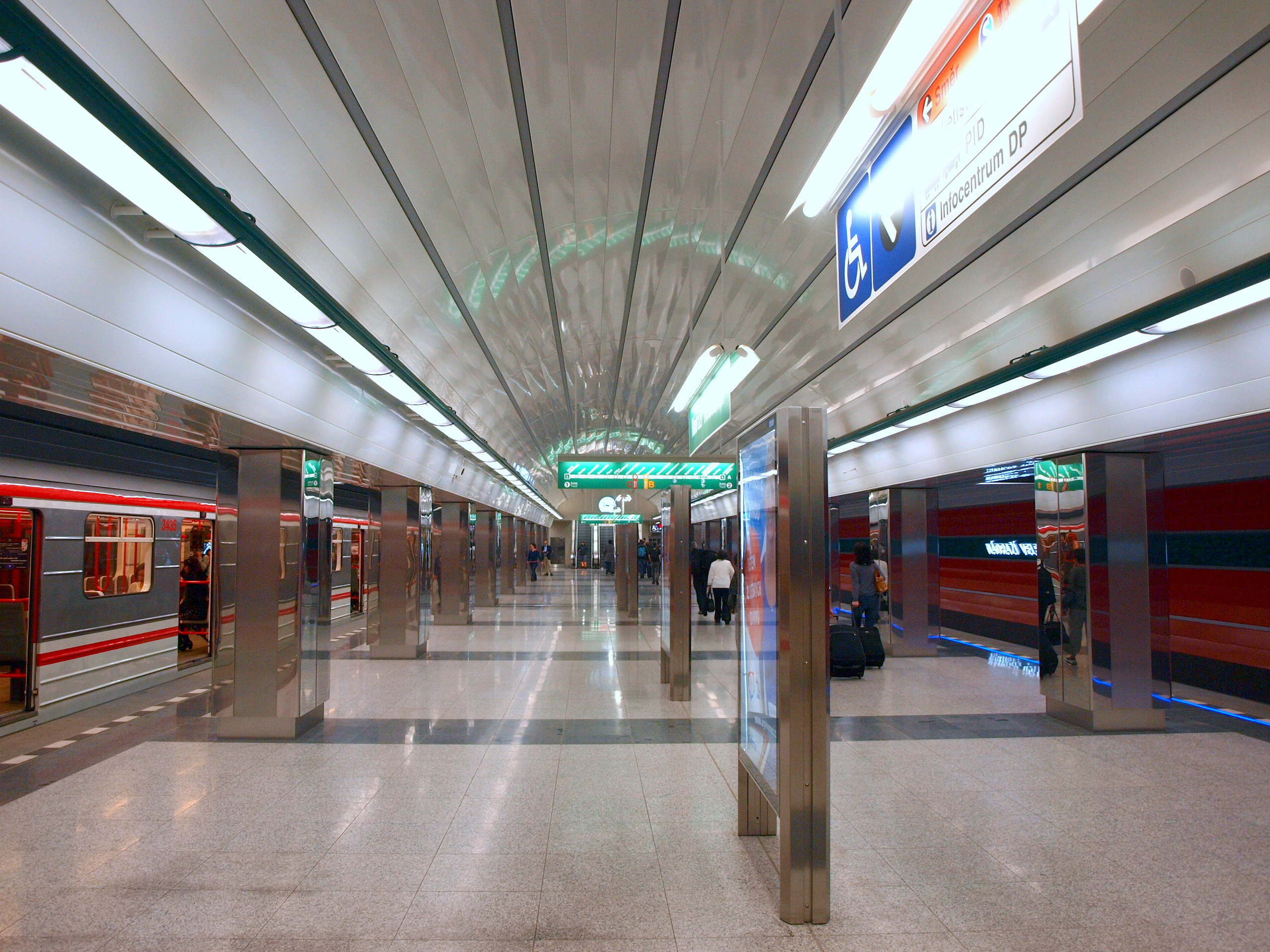
Stanice Nádraží Veleslavín

Stanice se nachází v prostoru mezi stávající tratí Praha–Kladno a východní částí ulice K Červenému vrchu, se středem přibližně pod ulicí Evropskou. Je mělce ražená, asi 20,5 metru pod zemí, s jedním podpovrchovým vestibulem situovaným mezi železniční trať a křižovatku ulic Evropská–Kladenská. Poloha stanice, vestibulu a jednotlivých výstupů jsou takové, aby umožňovaly v etapě přímé vazby na dočasný autobusový terminál a zároveň bez nutnosti přestavby v předstihu reagovaly na předpokládanou modernizaci stávající železniční trati (předpokládá se stanice v zahloubené poloze). Rovněž budoucí urbanizace prostoru mezi železniční tratí a Evropskou ulicí je z takto umístěné stanice dobře možná. Uvedeným předpokladům odpovídá navržený princip uspořádání podchodu a vestibulu ve dvou výškových úrovních. Autobusový terminál zde umožnil ukončení části městských, příměstských a regionálních autobusových linek namísto Dejvické (Vítězného náměstí). Projekt stanice vznikl v kancelářích Metroprojektu, autorkou je architektka Hana Vermachová. Stanice je laděna do třešnové barvy s opálově zelenou uprostřed.

### Bořislavka

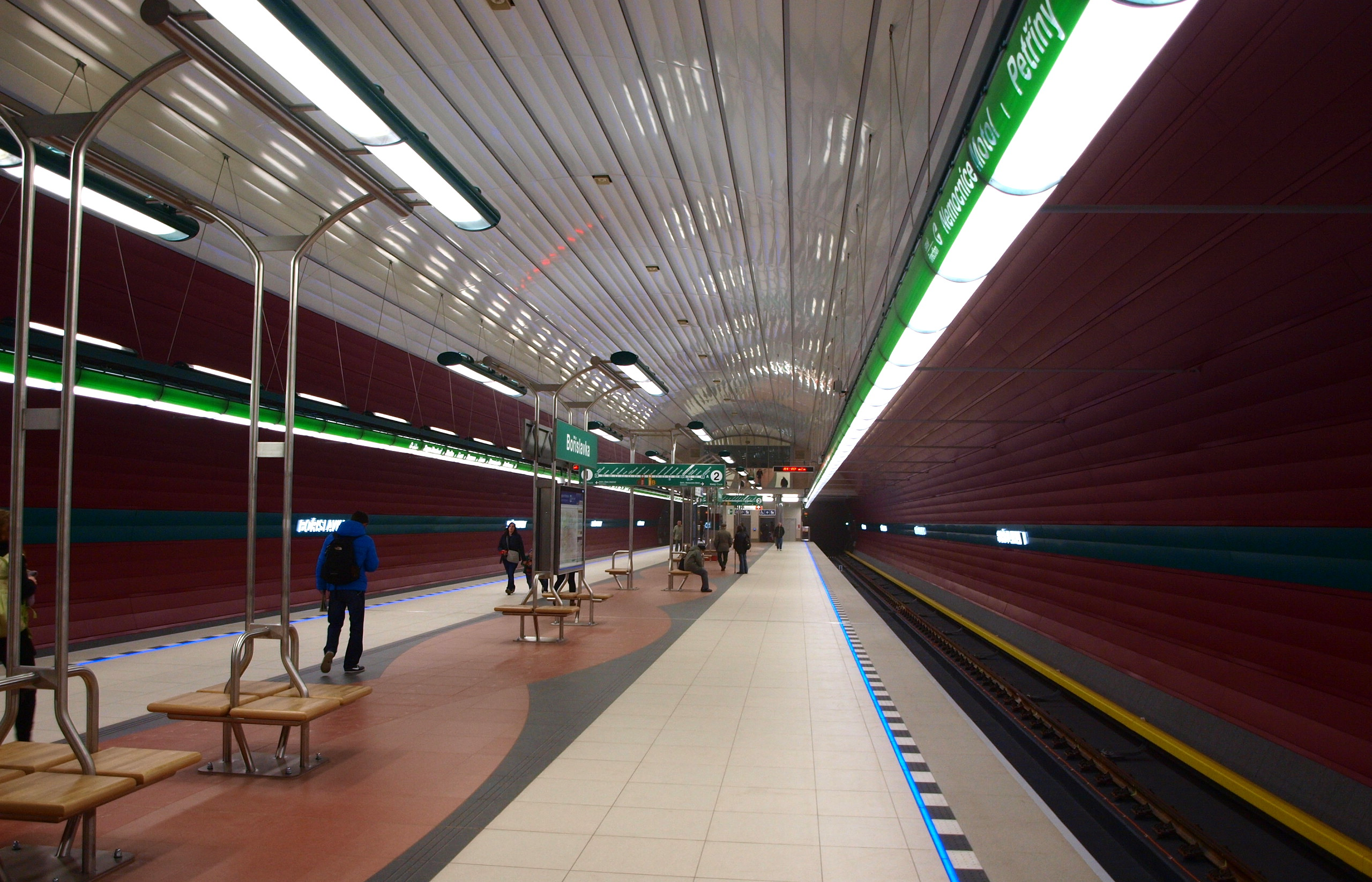
Stanice Bořislavka

Stanice byla zbudována pod ulicí Evropskou, v prostoru mezi křižovatkami ulic Evropská–Arabská a Evropská–Horoměřická. Stanice je ražená, jednolodní se dvěma vestibuly. Jeden je povrchový a druhý hloubený přímo pod povrchem. Hloubka středu stanice činí 26,7 metru. Vestibul přístupný z východního čela stanice je situován do křižovatky s Horoměřickou ulicí. Dále vestibul navazuje na chodbový podchod pod Evropskou ulicí. Vestibul vytváří také možnost přímého přestupu na tramvajovou trať na Evropské ulici. Stanice je laděna do třešnové barvy s opálově zelenou uprostřed.

### Služební stanice Kanadská
Mezi stanicemi Bořislavka a Dejvická se nachází služební stanice Kanadská, kde jsou umístěna pouze technologická zařízení nutná pro provoz úseku Dejvická – Nemocnice Motol.

### Dejvická

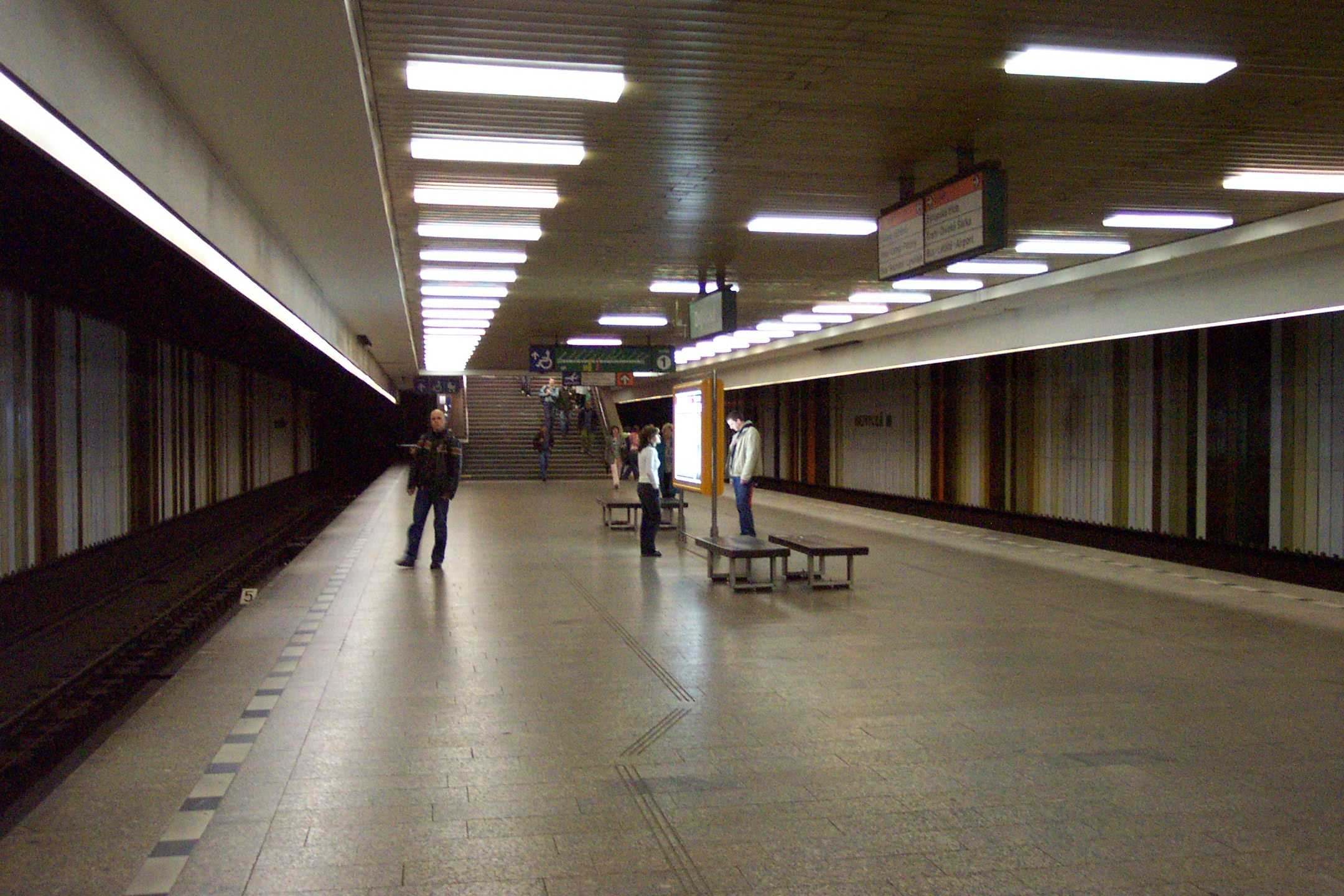
Stanice Dejvická

Stanice Dejvická (do roku 1990 Leninova) je hloubená, založená v jámě, konstruovaná jako dlouhodobě koncová (za stanicí se nacházejí dvě obratové koleje). Včetně těchto kolejí je stanice dlouhá 301 metrů a leží 11,5 metru pod úrovní Evropské ulice. Nástupiště je ostrovní, jednolodní, bezsloupové – jedná se tedy vlastně o velkou halu. Výstup ze stanice na Evropskou třídu je obložen keramickými glazovanými tvarovkami různých barev typu Hurdis. Na výstavbu stanice, která probíhala v letech 1973–1978, bylo vynaloženo 301 milionů Kčs. Stanice sloužila jako pravidelně konečná v letech 1978–2015.

### Hradčanská

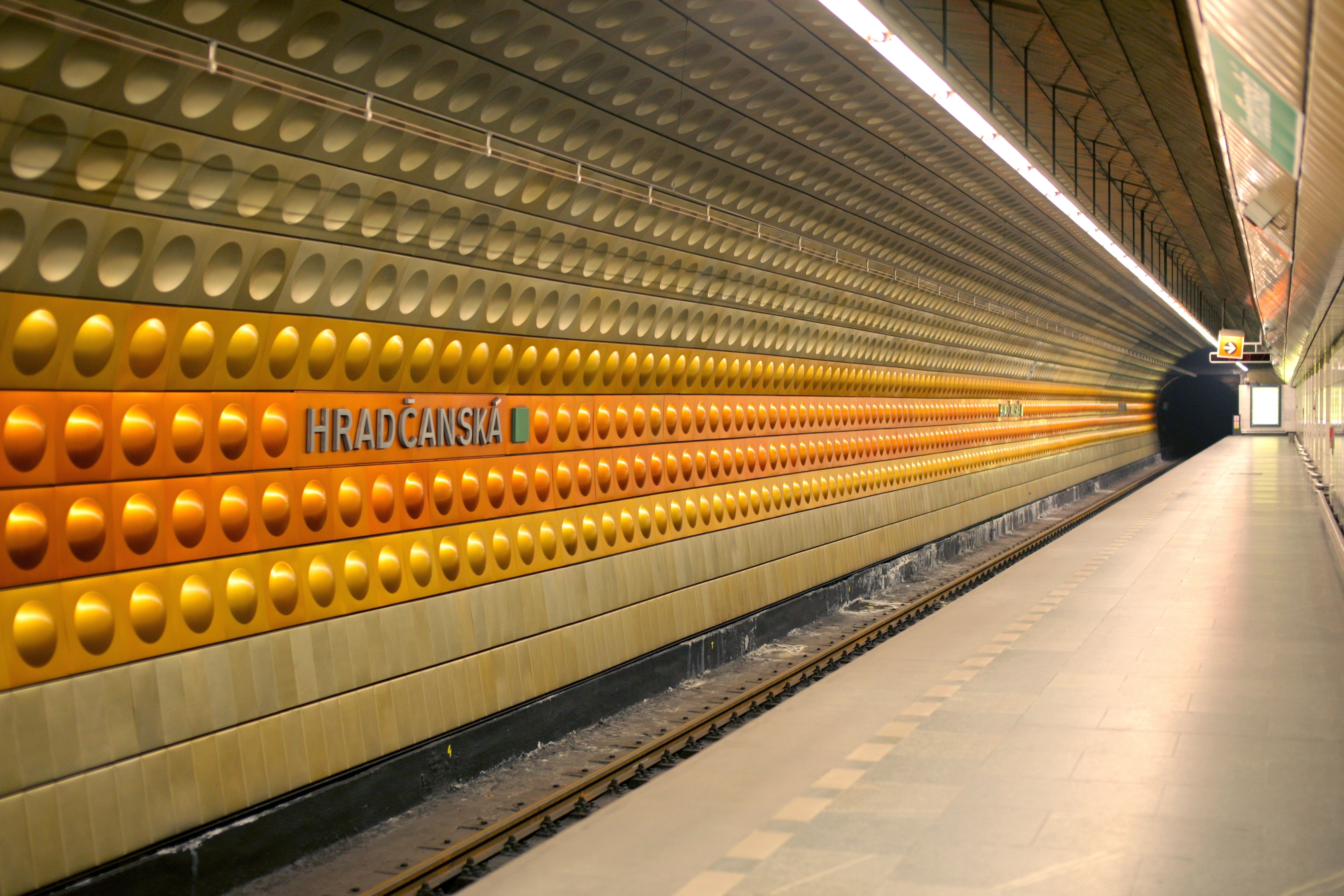
Stanice Hradčanská

Hradčanská je ražená, trojlodní stanice se zkrácenou střední lodí s devíti páry prostupů na nástupiště, které je umístěno 43 metrů pod povrchem. Ze stanice vede jeden výstup po eskalátorovém tunelu s tříramennými hlubinnými eskalátory ke stejnojmenné tramvajové zastávce a stanovišti autobusů. Možný je i přestup na nádraží Praha-Dejvice. Vestibul, který se rozprostírá pod tramvajovou zastávkou a do kterého eskalátorový tunel vstupuje přímo veprostřed, je vyložen opukou s reliéfní výzdobou. Stanice samotná je pak v prostoru nástupiště obložena hliníkovými eloxovanými výlisky oranžové barvy, které plynule přecházejí do barvy zlatavé champagne, typické pro celý úsek I.A. Výstavba stanice v letech 1973–1978 stála 369 milionů Kčs. Konstrukce stanice umožňuje dostavbu dalšího vestibulu, směřujícího zhruba k ulici Dejvická. Tento projekt sice byl po roce 1989 zrušen, s vybudováním druhého výstupu se však začalo uvažovat opět poté, co se začala zvažovat výstavba železniční trati na letiště. Právě Hradčanská by totiž mohla být významným přestupním bodem mezi oběma druhy dopravy.

### Malostranská

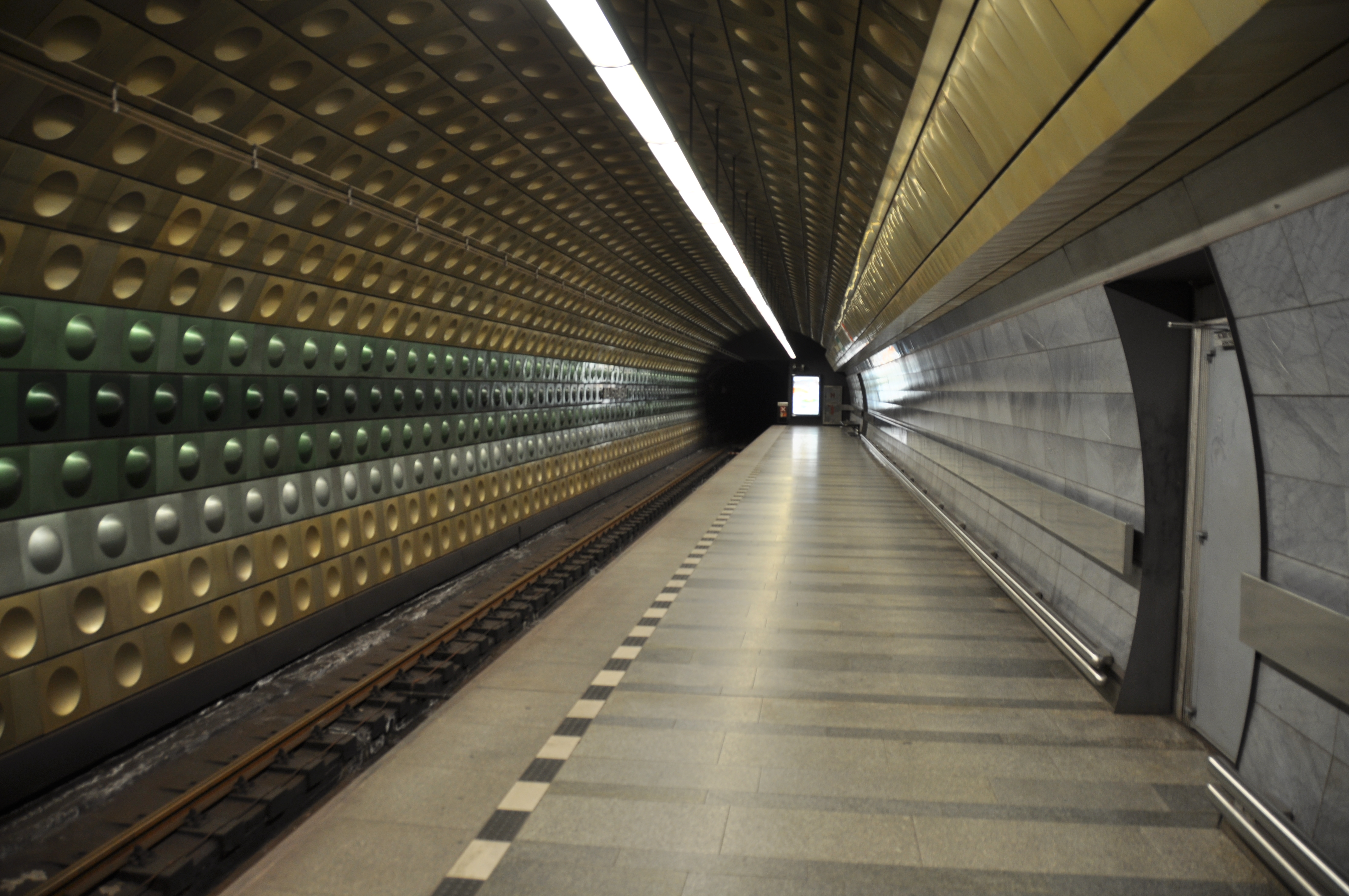
Stanice Malostranská

Malostranská je ražená, trojlodní stanice, nacházející se 32 metrů pod Klárovem. Má čtyři páry prostupů na nástupiště a prodlouženou střední loď. Dostavba dodatečného vestibulu není z důvodu umístění stanice možná. Ze stanice vede jeden vestibul, který je s nástupištěm spojen dvěma trojicemi eskalátorů. Mezi lety 1973–1978, kdy probíhala výstavba stanice, bylo na její vybudování vynaloženo 248 milionů Kčs. V roce 2002 byla stanice zatopena povodní. Obkladem stanice je šedý dekorativní kámen a eloxované hliníkové výlisky v zelené barvě.

### Staroměstská

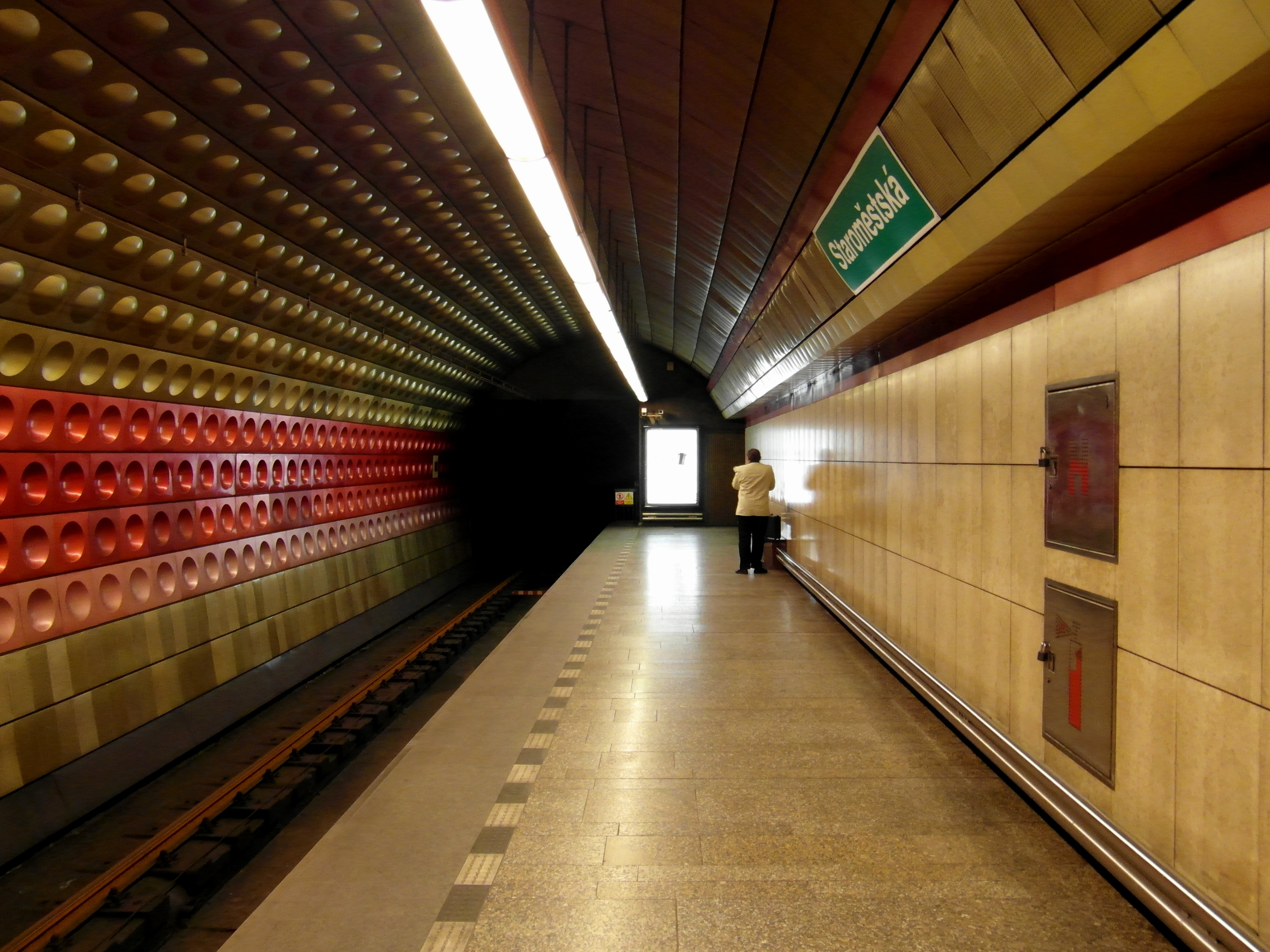
Stanice Staroměstská

Staroměstská je trojlodní ražená stanice se zkráceným středním tunelem a osmi páry prostupů na nástupiště, nacházející se 28 metrů pod povrchem. Ze stanice vede jeden eskalátorový tunel do vestibulu pod Kaprovou ulicí, kde je možný přestup na tramvaje. Dříve se také uvažovalo o vybudování druhého vestibulu s vyústěním u Staroměstského náměstí. Koncepce z roku 1987 počítala s jeho výstavbou v roce 1995, znovu se pak myšlenka objevila na konci 90. let, ale byla odložena na neurčito kvůli extrémně vysokým nákladům. Obkladem stanice je bílý kámen a v prostoru nástupiště červené a zlaté hliníkové eloxované výlisky. Výstavba stanice stála 265 milionů Kčs.

### Můstek

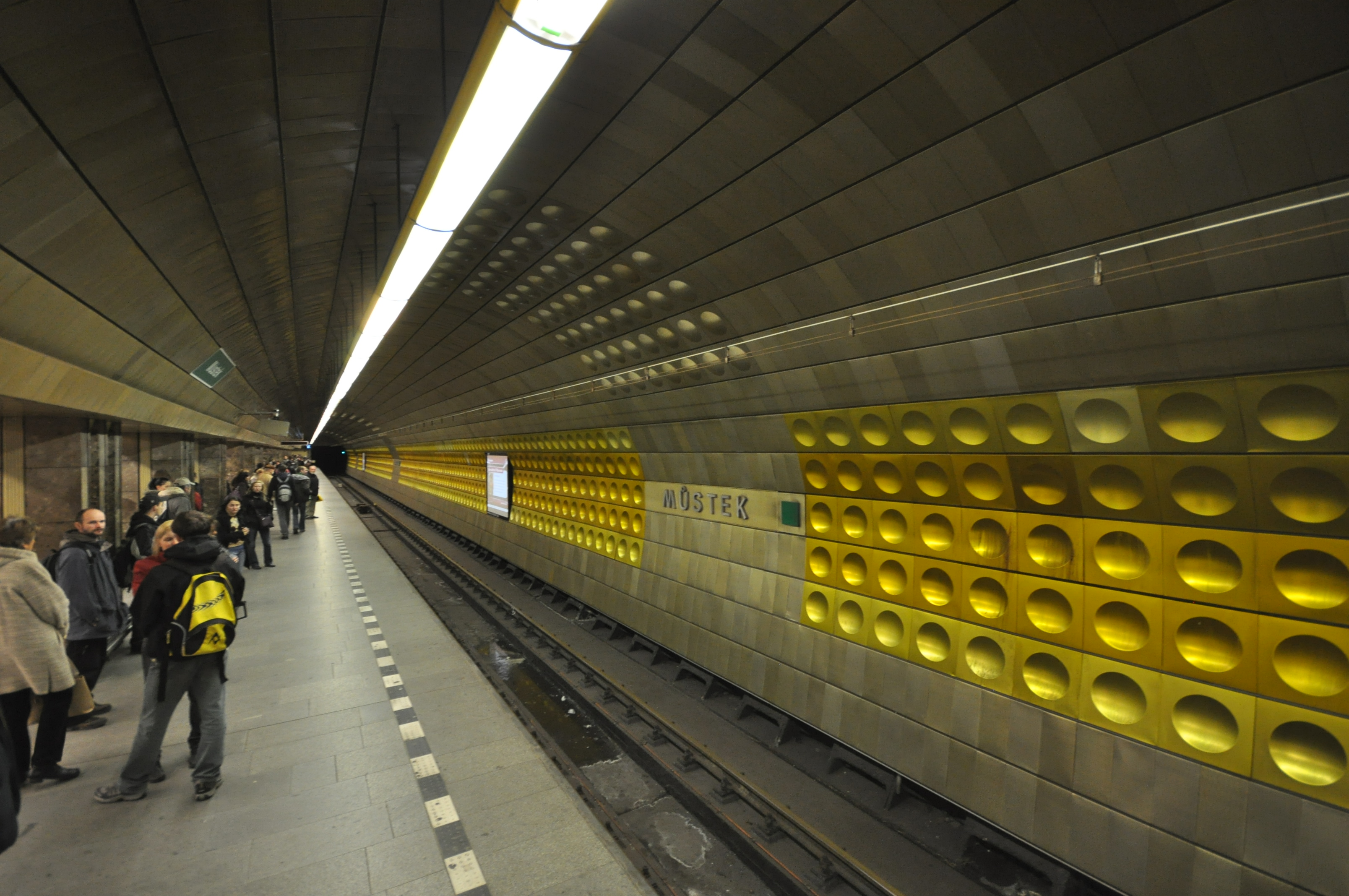
Stanice Můstek

Stanice Můstek je trojlodní, ražená s plnou délkou středního tunelu 167 metrů a 24 páry sloupů (vzhledem k vysokému vytížení nebyly použity prostupy, což velmi ztěžovalo výstavbu jak na lince A, tak i na lince B). Nachází se 29,3 metru pod povrchem, má dva výstupy – jeden vychází eskalátorovým tunelem do podpovrchového vestibulu, který se nachází přímo v polovině Václavského náměstí, a druhý vede obdobně pod křižovatku Můstek. Eskalátory zde byly použity nejdříve sovětské, v roce 1993 byly jako první ze všech na lince A vyměněny. Sloupy jsou obložené hnědým dekorativním kamenem, strop střední lodi a stěny za nástupištěm pak hliníkovými eloxovanými výlisky ve žluté a zlatavé barvě. Od zprovoznění linky B v roce 1985 se jedná o přestupní stanici.

### Muzeum

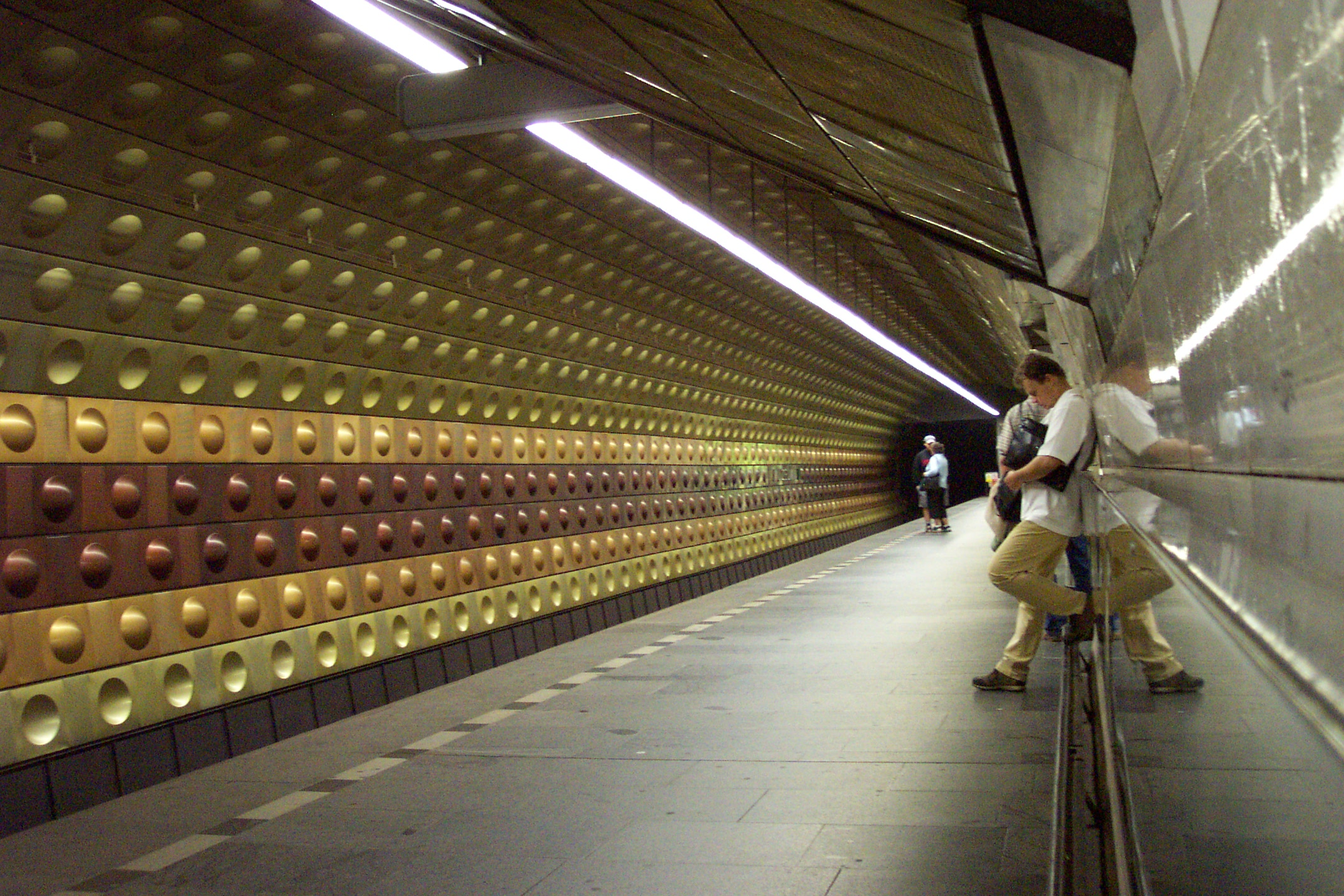
Stanice Muzeum

Stanice Muzeum je ražená, trojlodní, pilířová. Má zkrácenou střední loď na 69,1 metru, devět párů prostupů na nástupiště, které se nachází 34 metrů pod povrchem. Ze střední lodi vede eskalátorový tunel vedoucí pod nástupiště na lince C, kam je přestup umožněn krátkými eskalátory vedoucími přímo na nástupiště. Vlastní výstup ze stanice vede bokem nad jižní kolejí eskalátorovým tunelem nacházejícím se mimo osu stanice, s nástupištěm je spojen chodbou a schody. Obkladem stanice jsou hliníkové eloxované výlisky hnědé barvy a mramorové desky. Náklady na výstavbu stanice (pouze části na trase A a bez výtahu) činily 230 milionů Kčs.

### Náměstí Míru

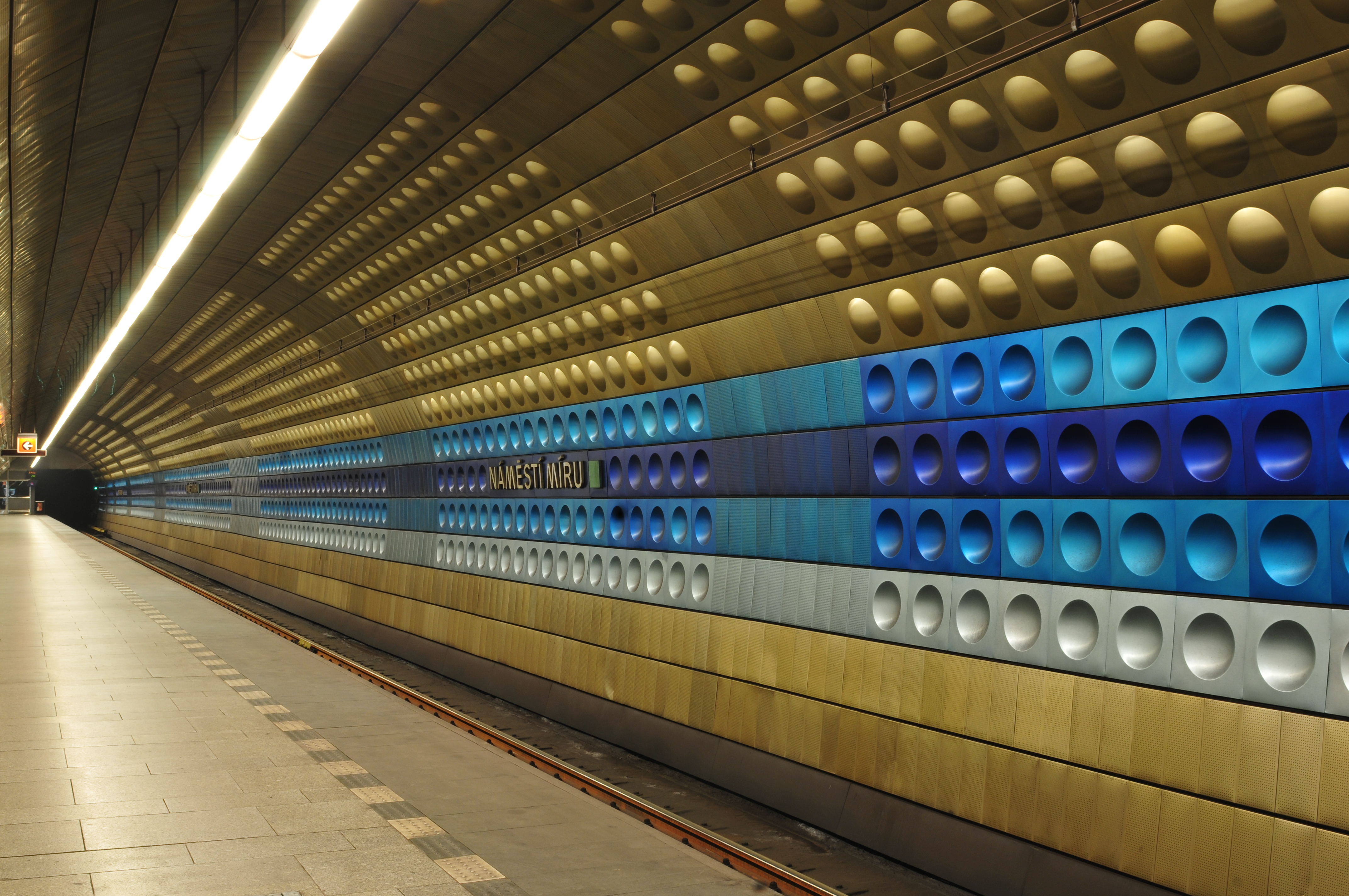
Stanice Náměstí Míru

Stanice je ražená, trojlodní, se zkrácenou délkou střední lodi na 68,8 metru a sedmi páry prostupů na nástupiště. Výstavba stanice v letech 1973–1978, kdy byla konstruována jako koncová, si vyžádala 303 milionů Kčs. Stanice je umístěna 53 metrů hluboko, je tedy nejhlubší stanicí v síti pražského metra. Délka stanice je 139 metrů. Ze střední lodi vede západním směrem eskalátorový tunel o délce 87 metrů (nejdelší v pražském metru) do vestibulu pod náměstím Míru. V prostoru nástupiště jsou všechny tři lodě obloženy hliníkovými eloxovanými výlisky ve zlatavé a modré barvě, sloupy jsou obloženy nerezovými prvky. Na konci 90. let byla stanice kompletně zrekonstruována. Její dispozice umožňuje vybudovat další eskalátorový tunel s vestibulem ve Vinohradské třídě a přestup na budovanou trasu D. Za stanicí směrem ke stanici Muzeum ústí v obou kolejích traťové spojky, které spojují linku A s linkou C, do níž ústí těsně za stanicí I. P. Pavlova směrem ke stanici Vyšehrad. Stanice byla koncipována jako koncová bez odstavných kolejí. Obraty vlaků je možno provádět ze směru Depo Hostivař přejezdem s cestujícími po kolejové spojce před stanicí, podobně jako ve stanici Skalka. Ze směru Nemocnice Motol se souprava po vystoupení cestujících obrátí přes tuto spojku obráceně.

### Jiřího z Poděbrad

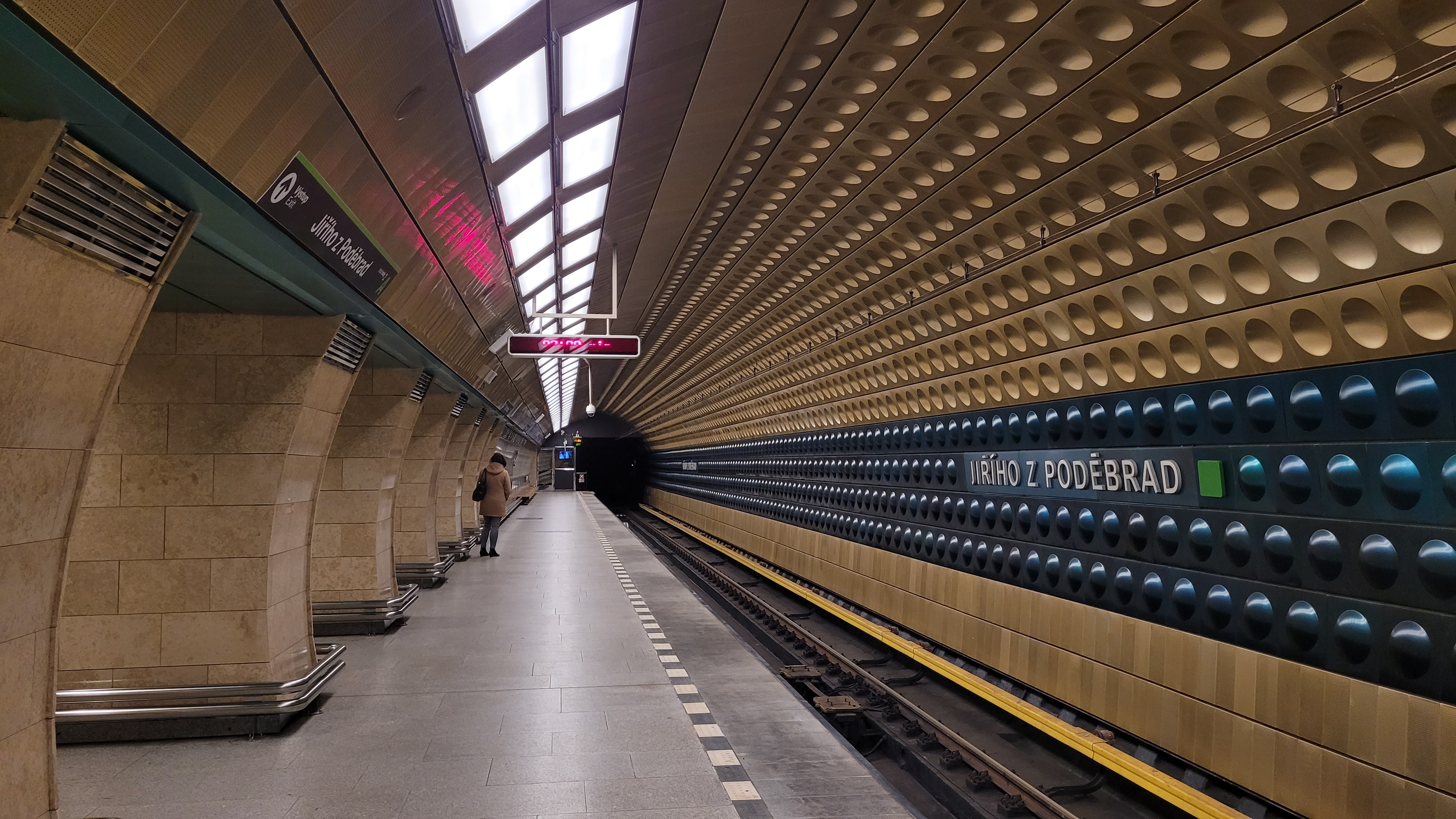
Stanice Jiřího z Poděbrad

Stanice je ražená, pilířová, trojlodní se zkráceným středním tunelem na 34 metrů a sedmi páry prostupů na nástupiště. Dispozice stanice umožňovala v případě potřeby dostavět druhý eskalátorový tunel. Stanice je 107 metrů dlouhá a je umístěna 45 metrů pod náměstím Jiřího z Poděbrad. Stanice má jen jeden výstup, vedoucí ze střední lodi eskalátorovým tunelem o délce 73 metrů, za ním se napojuje na podzemní vestibul. V prostoru nástupiště jsou všechny tři lodě obloženy hliníkovými výlisky, zlatavými a tyrkysovými, dále pak okrasnými kamennými deskami. Na výstavbu stanice bylo vynaloženo 264 milionů Kčs.

### Flora

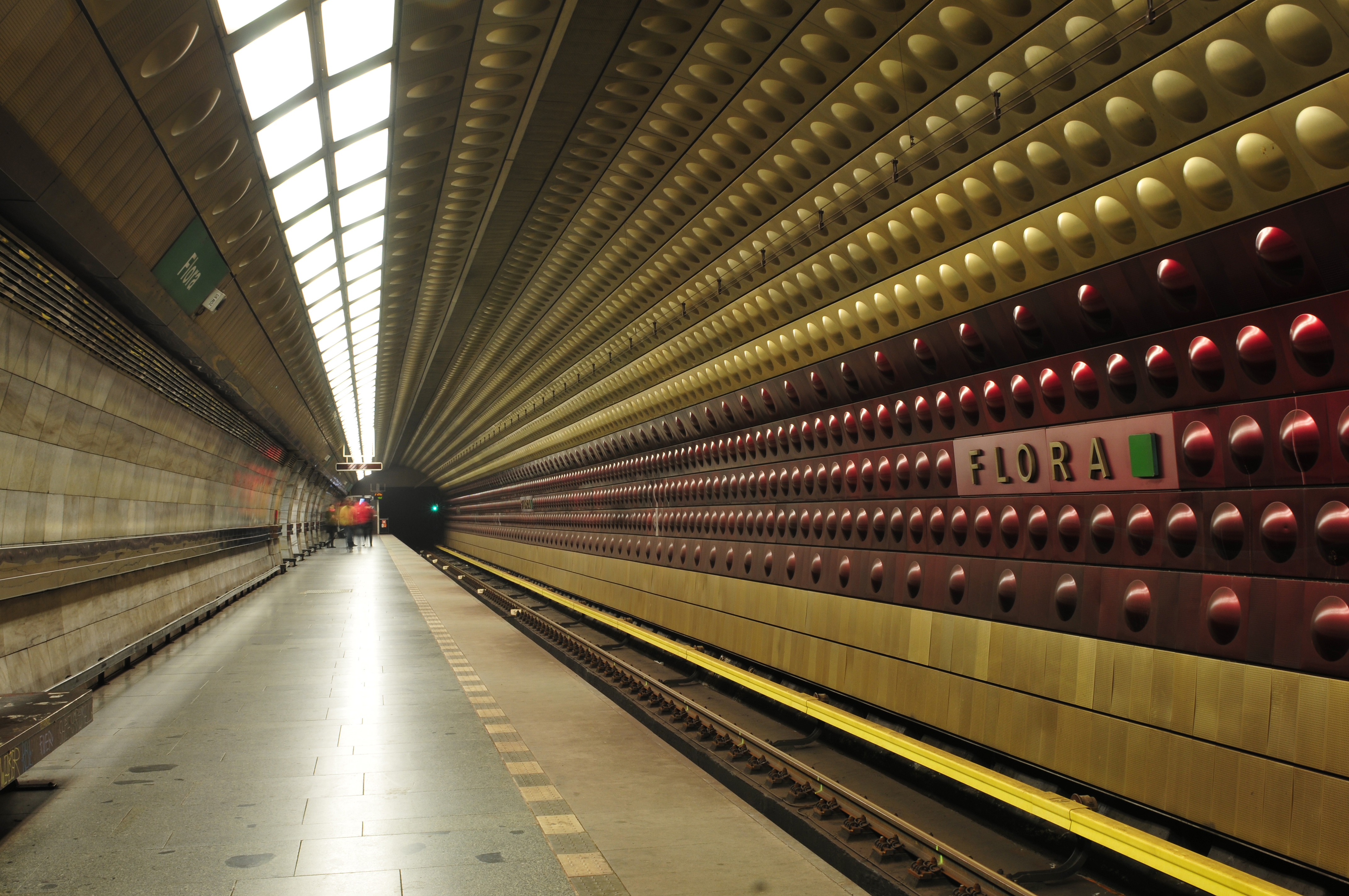
Stanice Flora

Flora je trojlodní, ražená stanice se zkráceným středním tunelem na 33 metrů, šesti páry prostupů na nástupiště a s montovaným litinovým ostěním. Její délka je 108 metrů a je umístěna 25,4 metrů hluboko. Ze střední lodi vede jeden výstup eskalátorovým tunelem do podzemního vestibulu (4,75 metru pod povrchem), napojeného na obchodní centrum Atrium Flora přímým vstupem do podzemního patra. Na ulici vede dalších šest výstupů. Stanice je obložena zlatavými a vínovými hliníkovými výlisky, dále pak okrasným šedivým kamenem. Výstavba stanice na konci 70. let minulého století stála tehdejších 254 milionů Kčs.

### Želivského

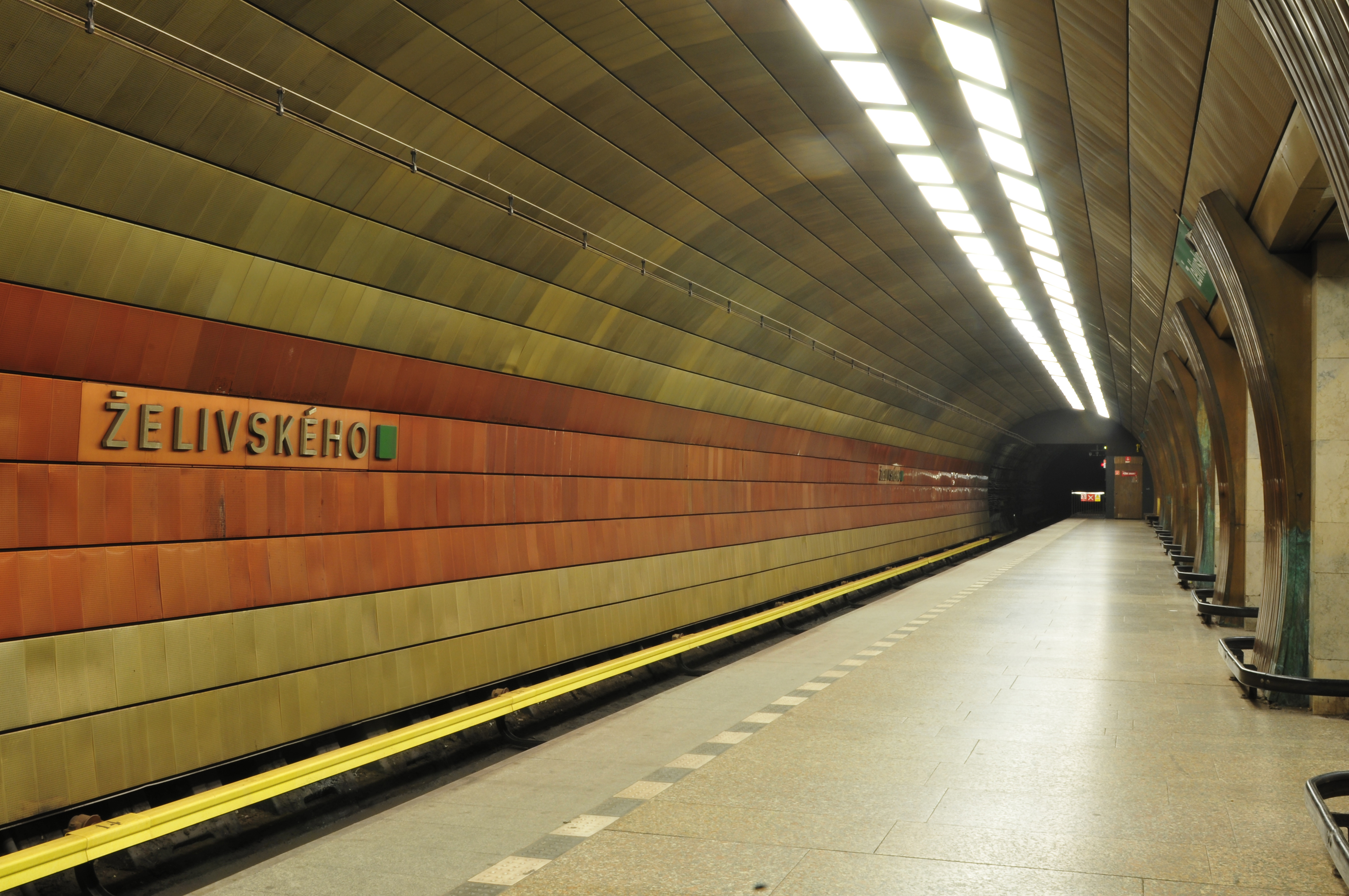
Stanice Želivského

Stanice je ražená, pilířová, trojlodní se zkrácenou střední lodí a s deseti páry prostupů na nástupiště, které je umístěno 26,6 metru pod povrchem. Délka stanice je 148 metrů, z toho nástupiště měří 100 metrů. Obkladem stanice jsou hliníkové eloxované výlisky v hnědožluté barvě. Stanice má jeden vestibul pod Vinohradskou třídou, 5,6 metru pod povrchem. Vestibul je s ulicí spojen třemi výstupy s eskalátory a s nástupištěm dlouhým eskalátorovým tunelem. Za stanicí se nacházely dvě odstavné a jedna obratová kolej, umožňující ukončení celé trasy. Proražením tunelů za odstavnými kolejemi došlo k prodloužení trasy do stanice Strašnická. Obratová kolej se od té doby používá k obratům nebo deponování souprav zejména při mimořádnostech či výlukách. Výstavba stanice v roce 1980 stála 301 milionů Kčs. Stanice zatím neprošla rekonstrukcí a je poslední ukázkou původní architektury trasy II.A. Systém závěsných svítidel v eskalátorovém tunelu spolu s tvarovaným hliníkovým obložením stěn působil jako pohlcovač provozního hluku schodů.

### Strašnická

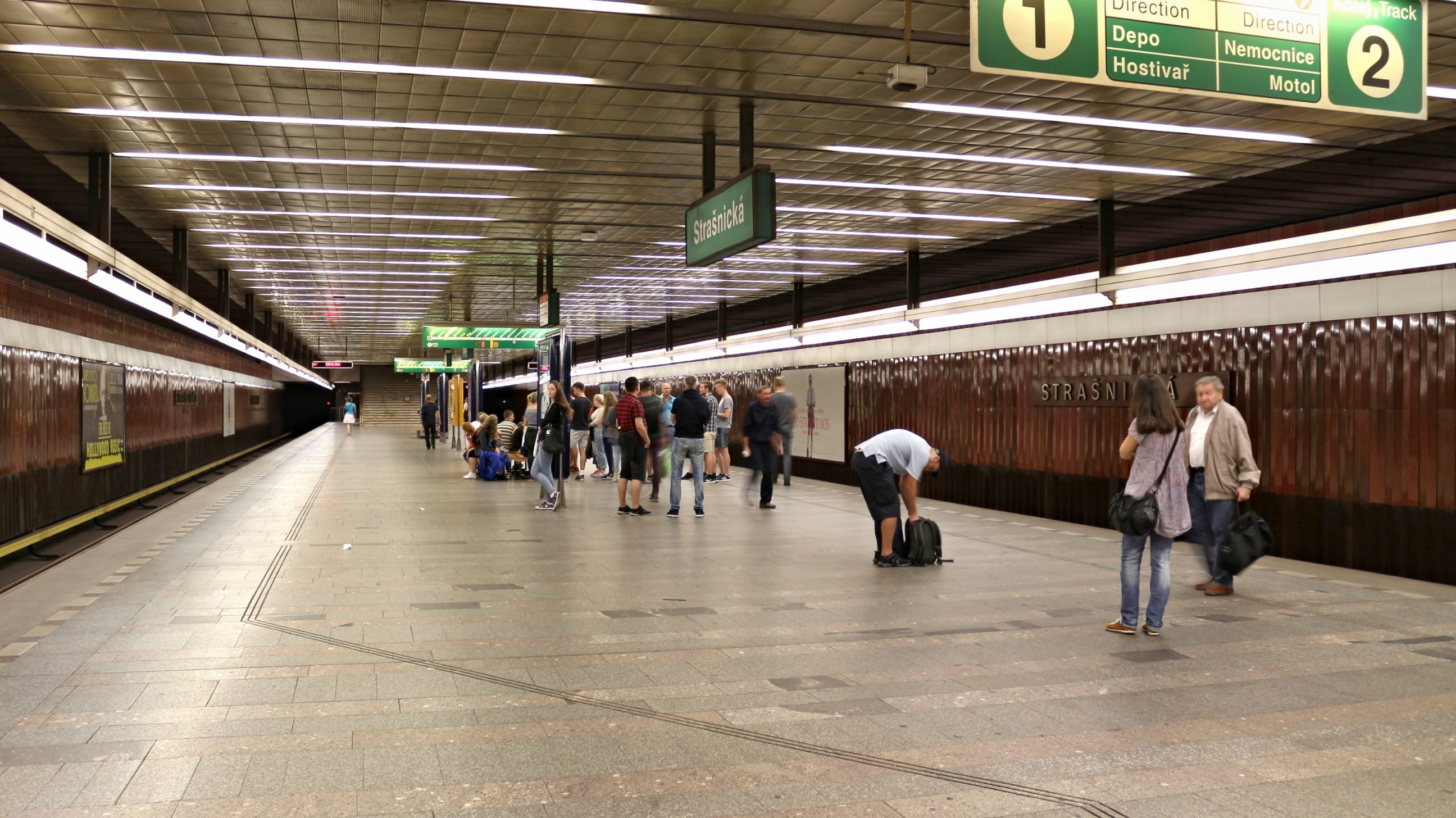
Stanice Strašnická

Stanice Strašnická se nachází pod ulicí Starostrašnická, 7,5 metru pod povrchem. Je hloubená, založená v otevřené jámě, v letech 1987–1990 konečná. Za stanicí je kolejové křížení se dvěma odstavnými kolejemi. Trasa do stanice Skalka pokračuje dvěma prostředními kolejemi. Stanice má nadzemní vestibul v budově o půdorysu kruhu s průměrem cca 35 metrů u křižovatky Starostrašnické ulice a ulice V Olšinách. Do vestibulu vede z jihovýchodního konce nástupiště pevné schodiště, v jehož části byla dodatečně vybudována šikmá plošina pro handicapované cestující.

### Skalka

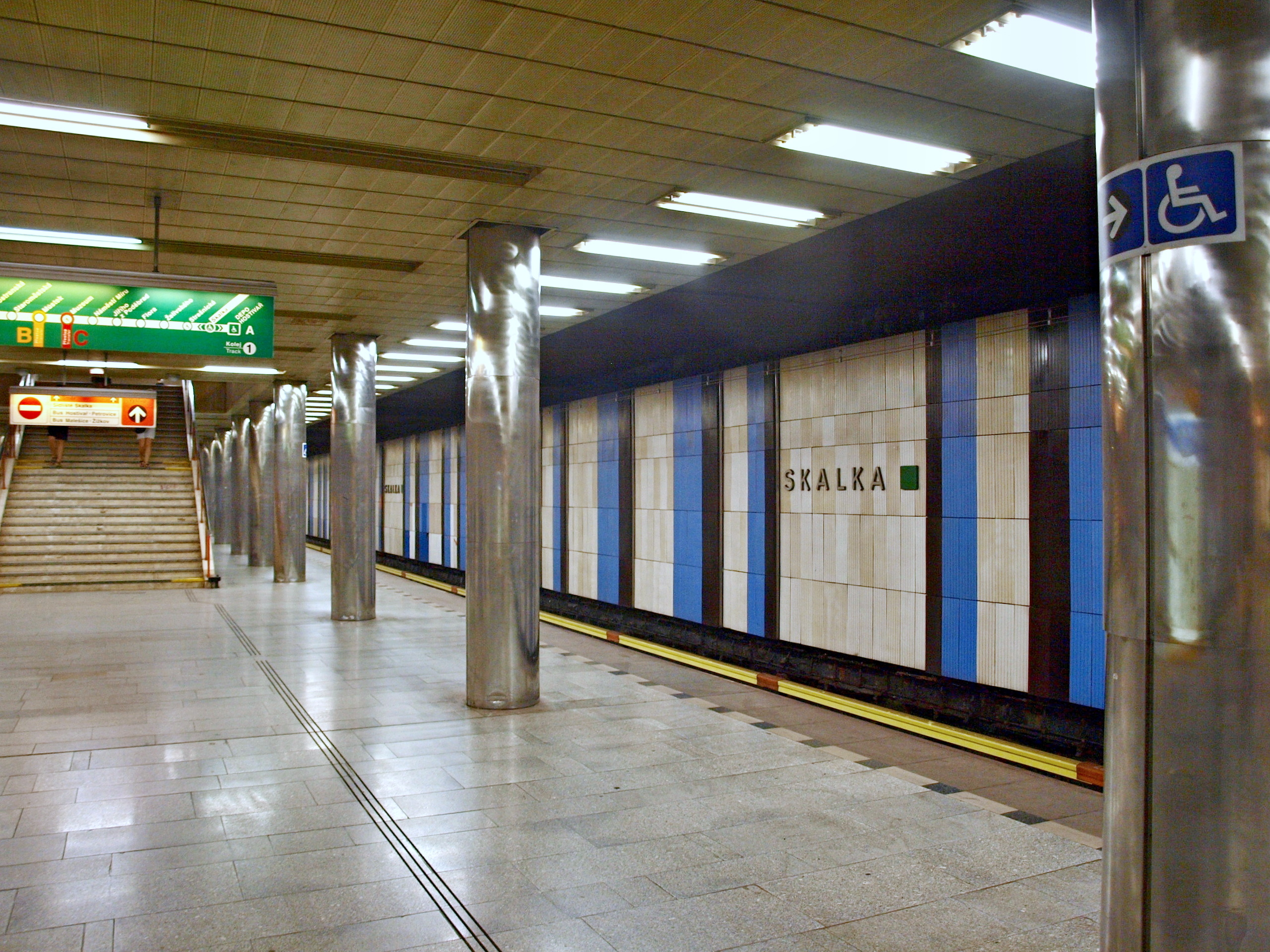
Stanice Skalka

Stanice Skalka se nachází na sídlišti Skalka pod ulicí Na Padesátém v Praze 10. Je hloubená, založená v otevřené jámě. Stanice je umístěna 9,25 metru pod povrchem, byla budována jako dlouhodobě konečná stanice, a to za provozu na manipulační spojce do depa, čemuž byla přizpůsobena její monolitická konstrukce. Má jeden vestibul spojený s nástupištěm schodištěm vybíhajícím z prostředku nástupiště a potom vedoucího šikmo mimo osu trati. Stanice je obložena glazovanými tvarovkami Hurdis bílými, modrými a hnědými. Výstavba stanice v letech 1987–1990 stála 291 milionů Kčs.

### Depo Hostivař

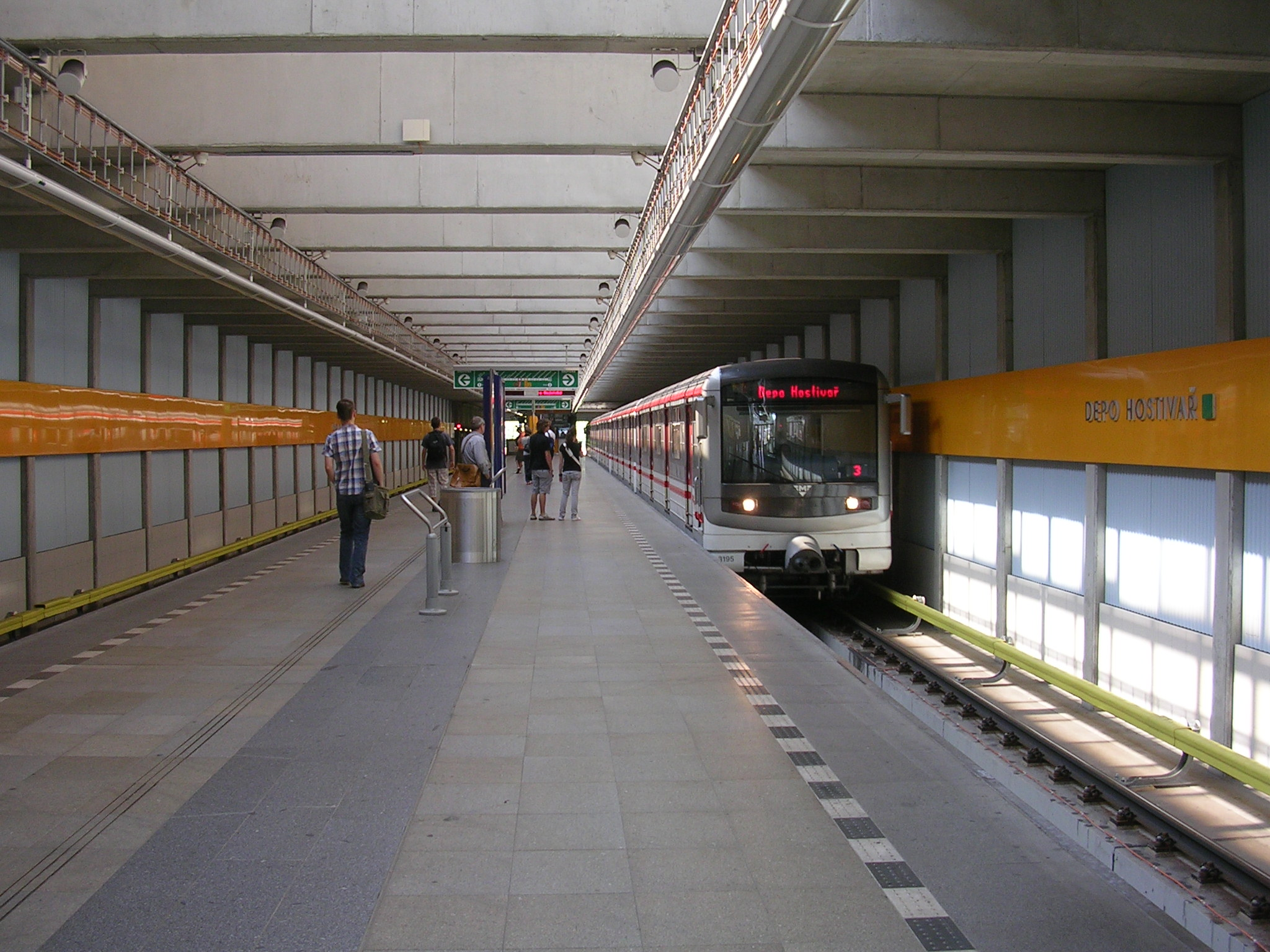
Stanice Depo Hostivař

Stanice je neobvyklé koncepce, nachází se přímo v areálu depa metra, zabírá jeho dvě západní koleje. Mezi nimi bylo vybudováno ostrovní nástupiště, které je v celé síti metra vůbec nejužší a vzniklo v prostoru bývalé myčky vozů. Osvětlení je během dne řešeno prosklenou střechou. Výstup je jeden s velmi malým vestibulem, vede severním směrem k terminálu tramvají a autobusů. Právě jako přestupní mezi metrem a autobusy byla stanice zamýšlena. Součástí komplexu je i parkoviště P+R.Výstavba stanice byla zahájena v červenci roku 2004, probíhala za provozu depa. Stanice byla pro veřejnost zprovozněna 26. května 2006, související změny v povrchové dopravě byly zavedeny o dva dny později. Během výstavby bylo nutné přestavět část kolejiště před depem (tzv. zhlaví) a upravit jednu halu, která nyní slouží jako vlastní stanice. Po nějakou dobu tak pro linku metra A muselo vypravovat vlaky depo Kačerov. Celkové náklady na výstavbu komplexu včetně autobusového terminálu a záchytného parkoviště byly uváděny kolem 1,3 miliardy korun, z toho na samotnou stanici metra mělo připadnout kolem 860 milionů Kč. Část této trati přes zhlaví depa je jediným nekrytým úsekem pražského metra s pravidelnou přepravou cestujících. V roce 2022 byla část původně ryze autobusového terminálu přestavěna na průjezdnou tramvajovou smyčku a samotný autobusový terminál podstatně zmenšen. V blízkosti stanice metra se uvažuje o vybudování železniční zastávky Praha-Depo Hostivař.